# Палаццо-Барберіні

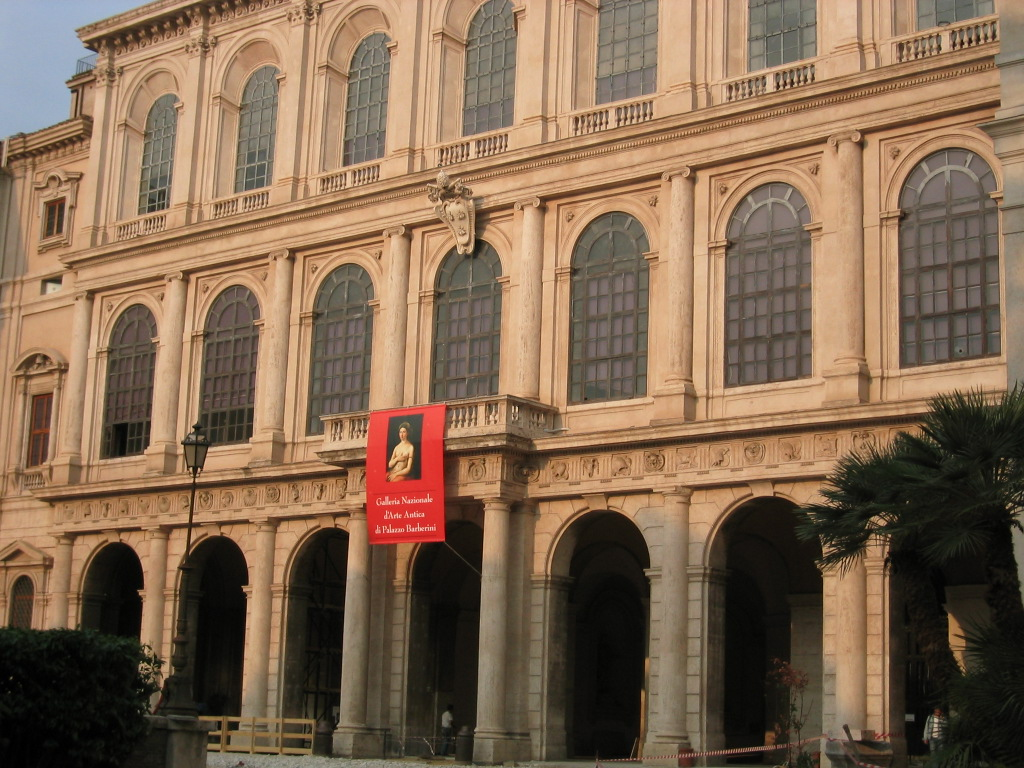
Фасад

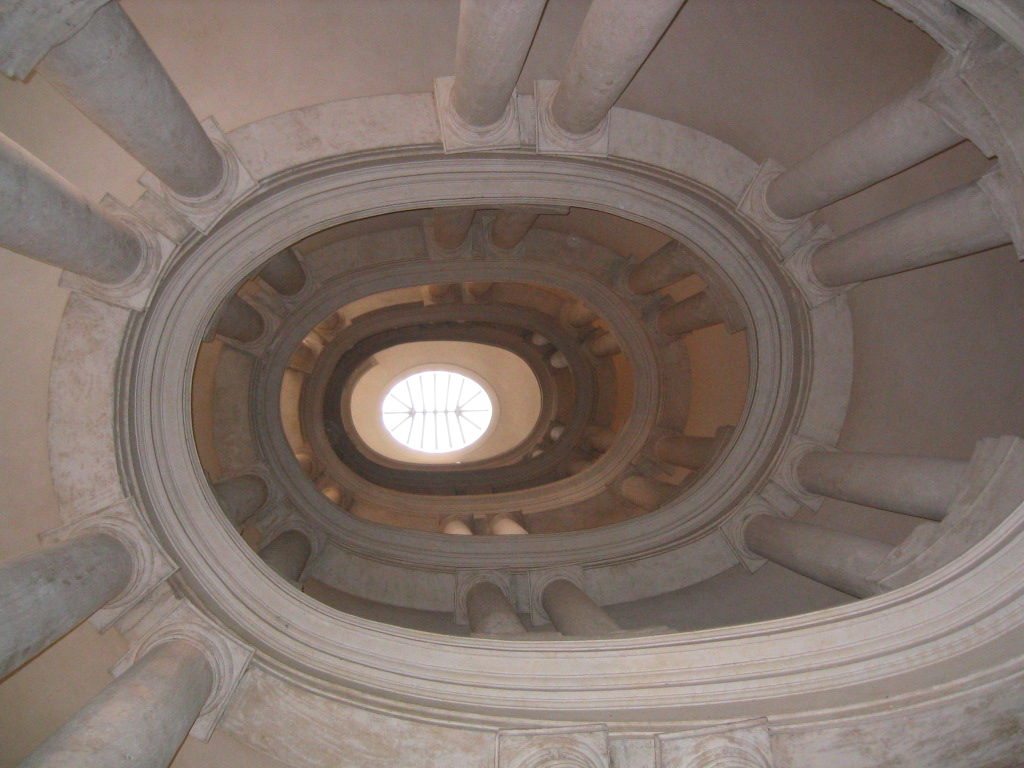
Сходи Борроміні

Палаццо Барберіні (італ. Palazzo Barberini) — палац (палаццо) сім'ї Барберіні на вулиці Чотири фонтани поблизу площі Барберіні в центрі Риму. У приміщеннях палаццо міститься Національна галерея стародавнього мистецтва.

## Історія
Будувався на замовлення Маттео Барберіні після того, як той був обраний папою під ім'ям Урбана VIII. У створенні палацу в 1627–1633 роках брали участь три великих митці — Карло Мадерно, його племінник Франческо Борроміні і нарешті Лоренцо Берніні.
За своїм виглядом палац є за стилем ближче до маньєризму, ніж до бароко. Навколо нього вперше в історії папської столиці був розпланований великий сад, згодом знищений.
Після смерті Урбана VIII палац був конфіскований до папської скарбниці, але пізніше у 1653 році повернувся до сімейства Барберіні.
В 1632–1639 роках П'єтро да Кортона розписує стелю великого салону бельетажу фрескою «Тріумф божественного провидіння» в техніці проспективи знизу, що прославляє могутність роду Барберіні. Над інтер'єром палацу працювали також Андреа Саккі, Джован Франческо Романеллі та інші. До бельетажу ведуть великі квадратні сходи Берніні зліва і овальні «равликоподібні» сходи Борроміні справа.Відвідувачів палацу захоплювали антична портлендська ваза, Палестрінська мозаїка і статуя п'яного сатира, а в підвалах — руїни давнього храму Мітри.
З 1949 року — палац у власності держави.

## Галерея

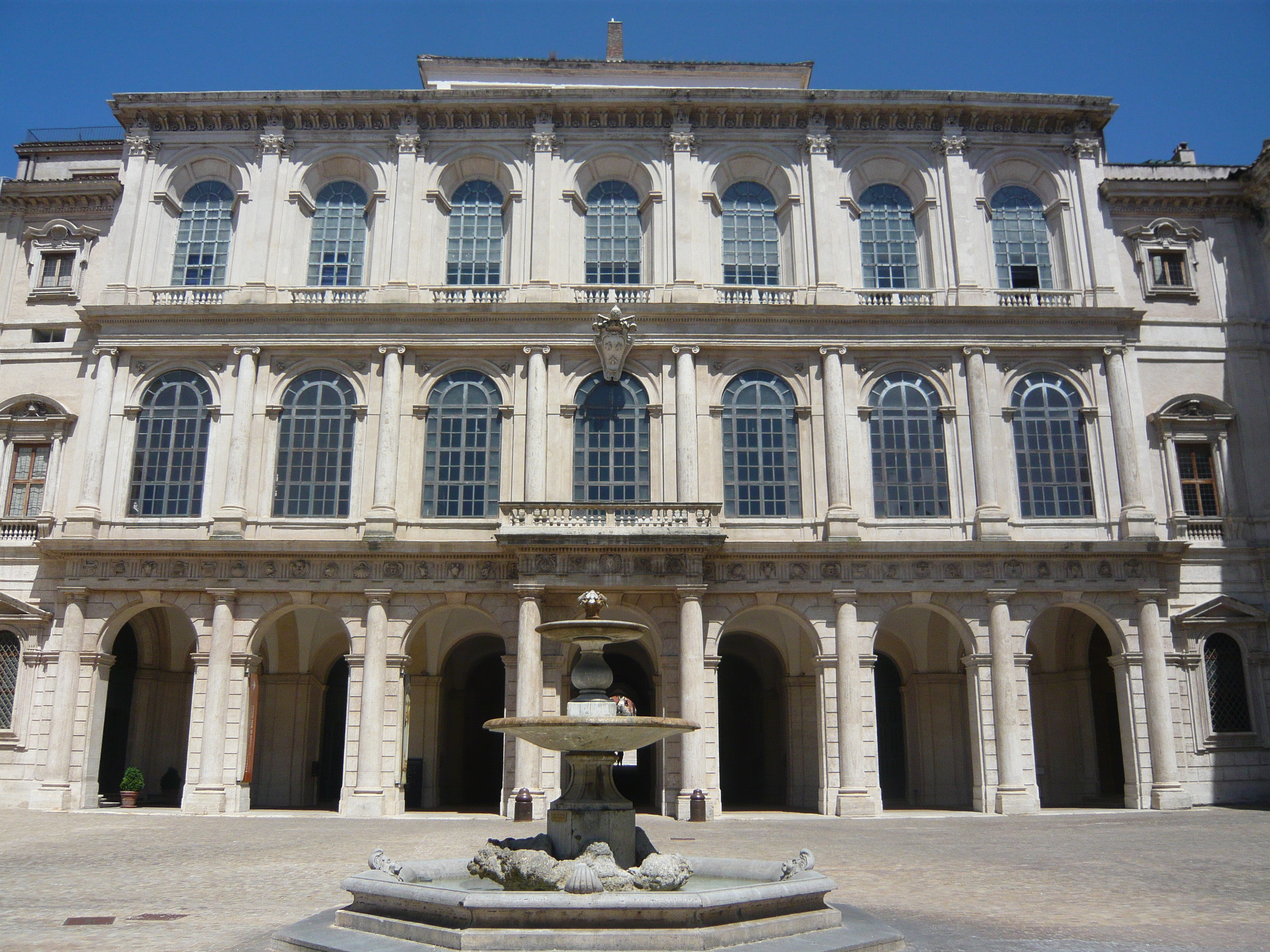
Фасад перед Палаццо Барберіні
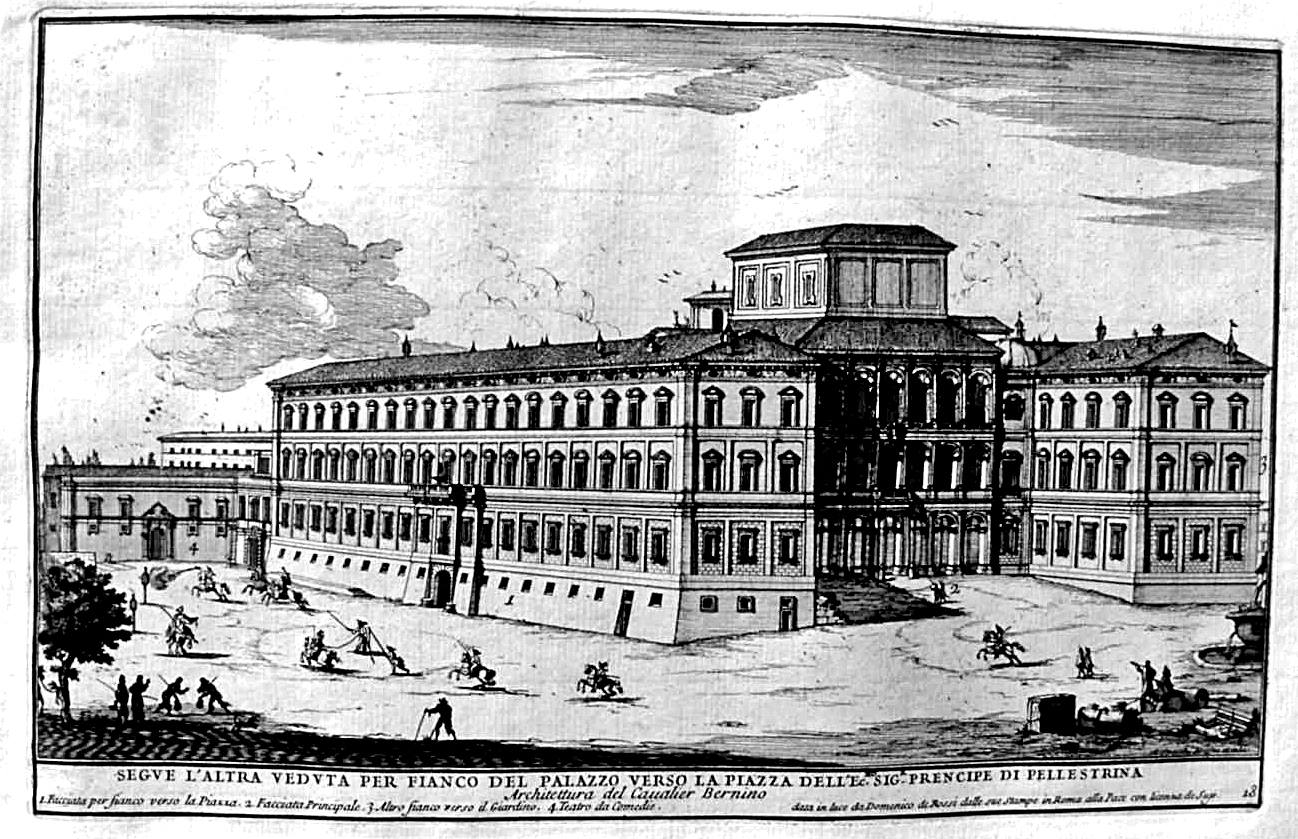
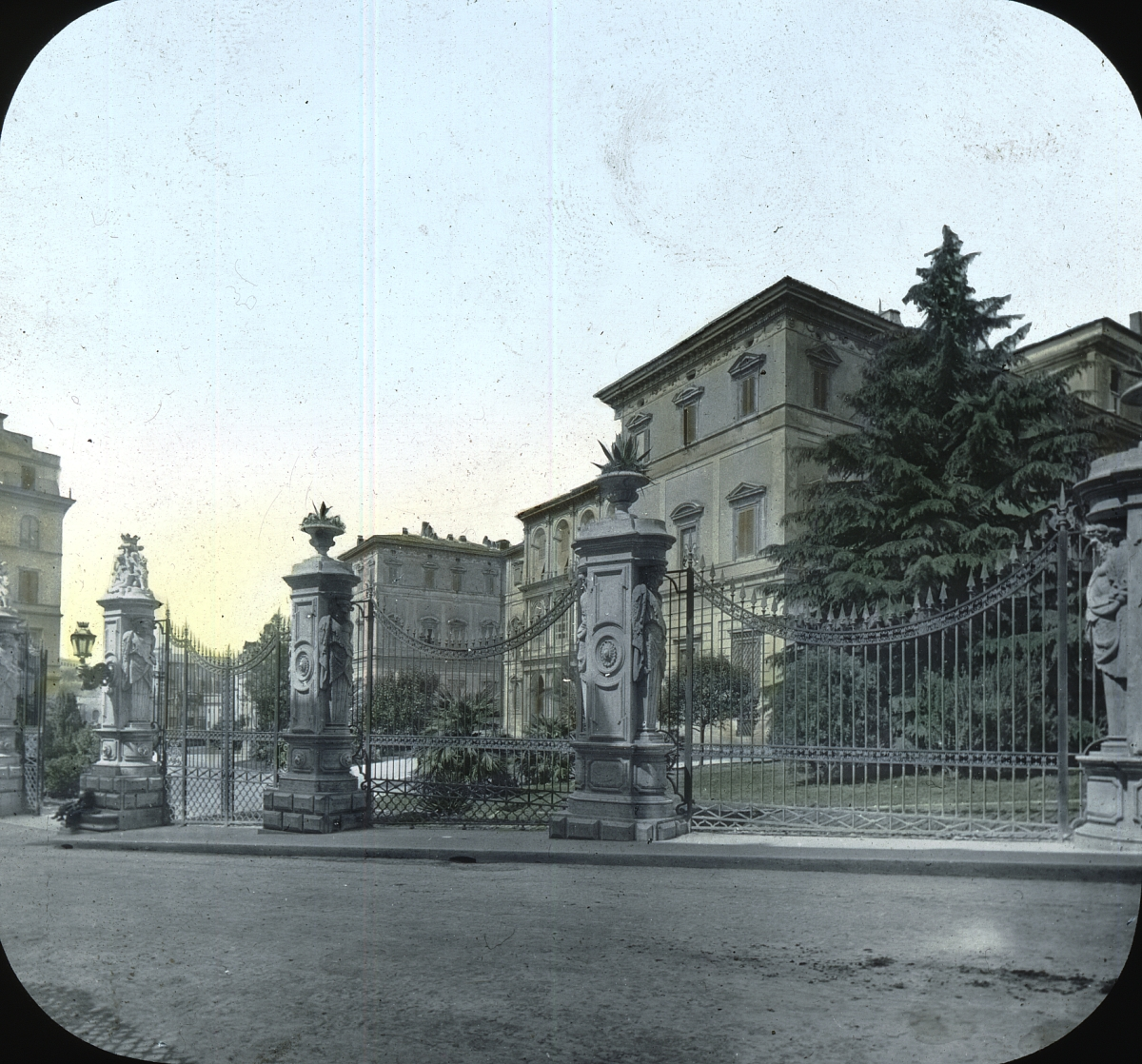
Екстер'єр Барберіні
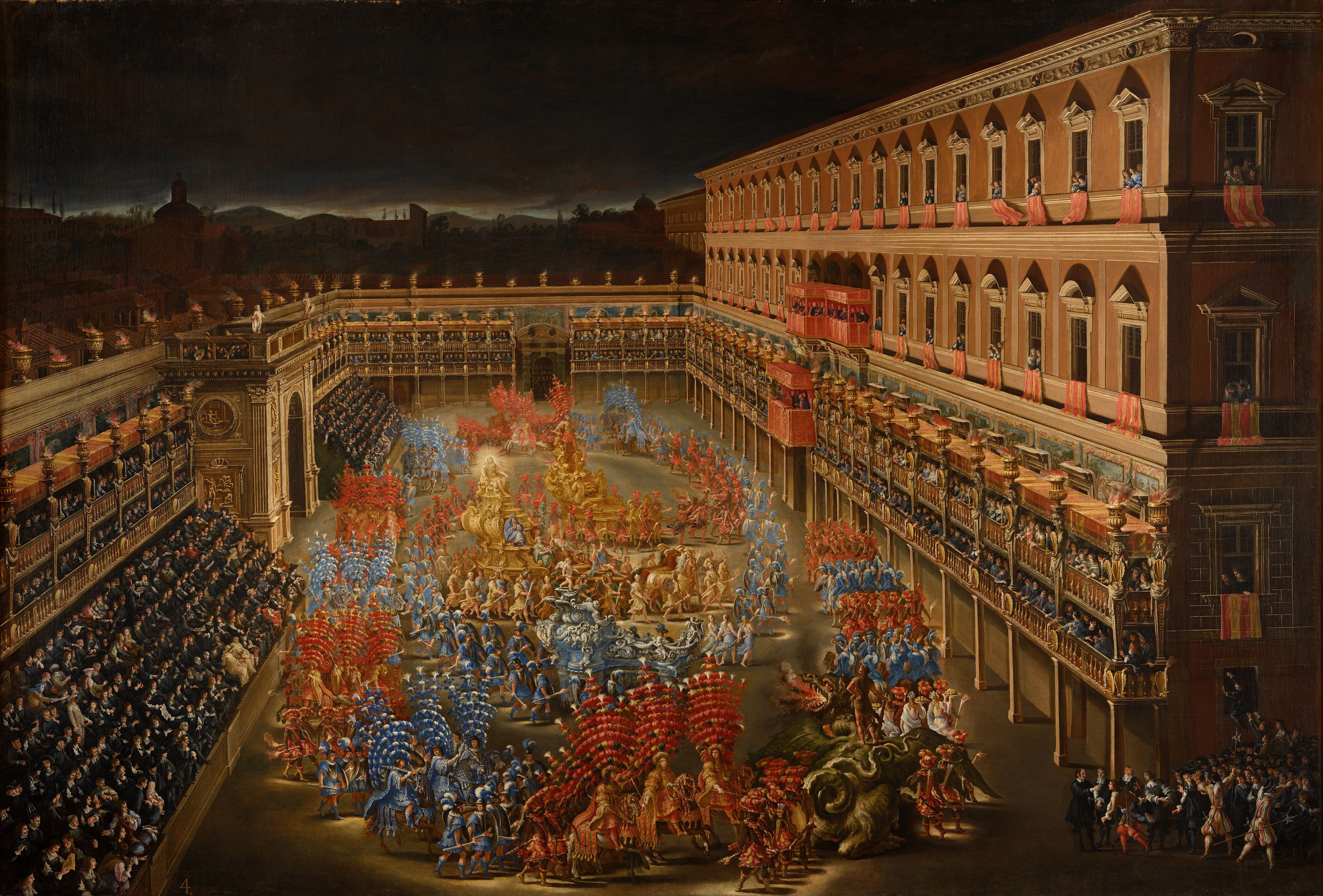
Фестиваль в честь королеви Шведської імперії Христини I в дворі Палаццо Барберіні
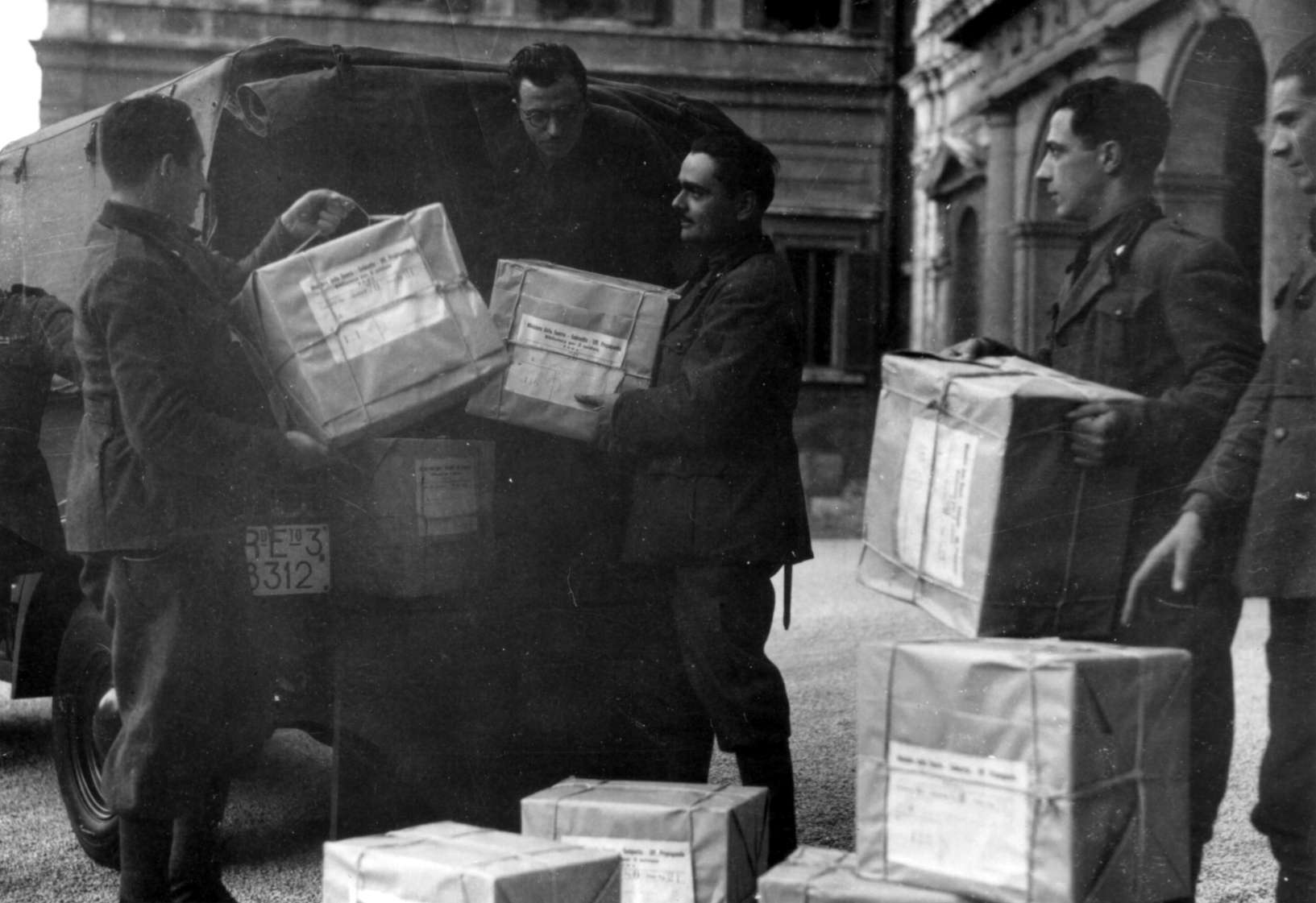
Італійські солдати виносять книги протягом Війни
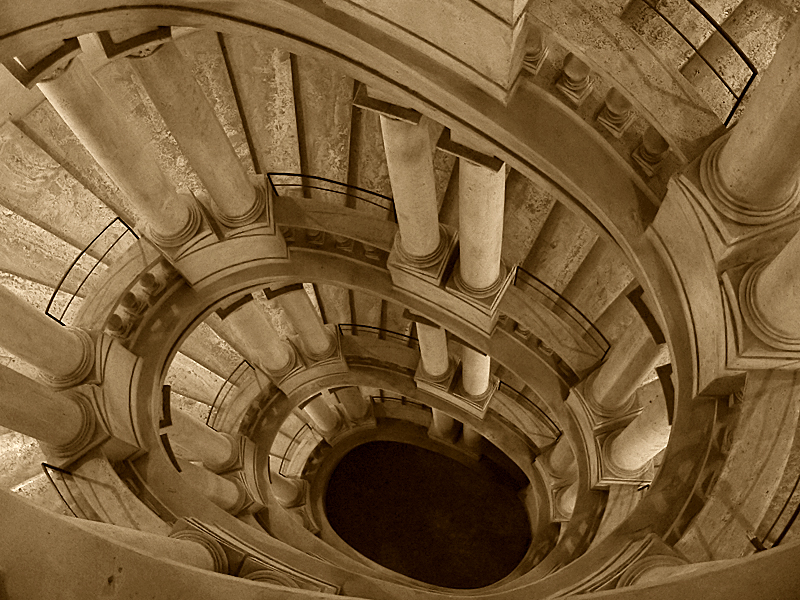
Сходи
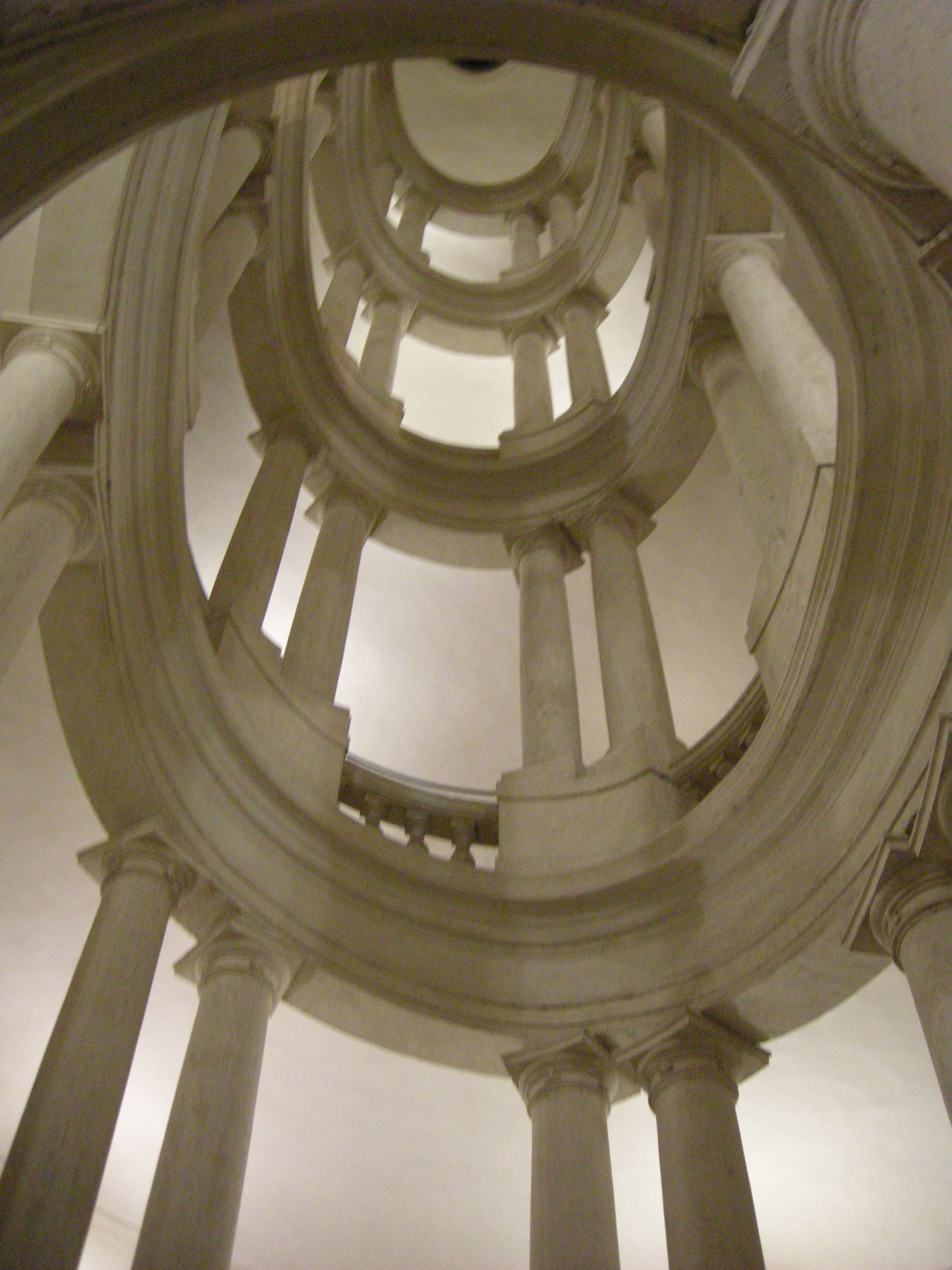
Сходи
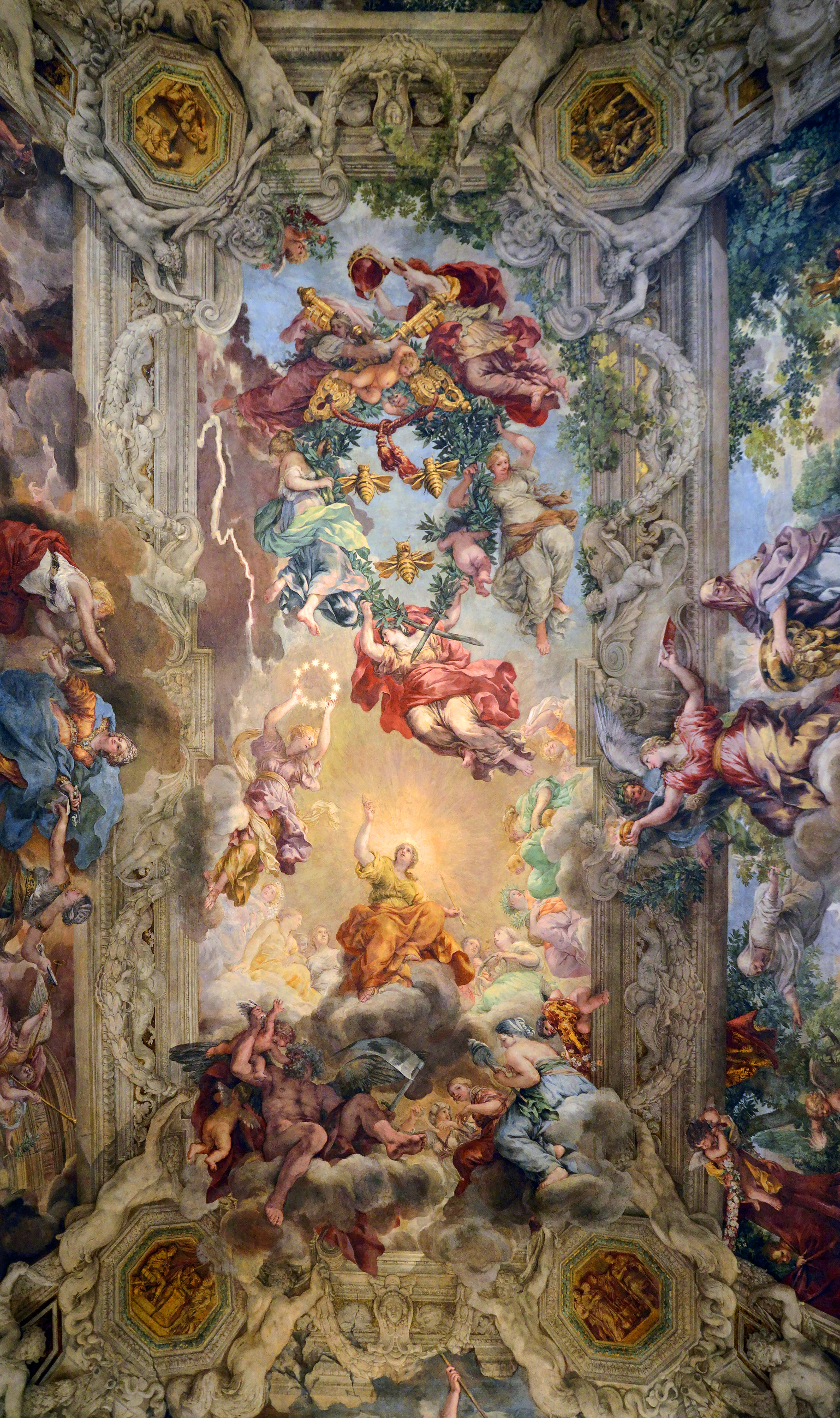
Тріумф Божественного провидіння

## Картинна галерея

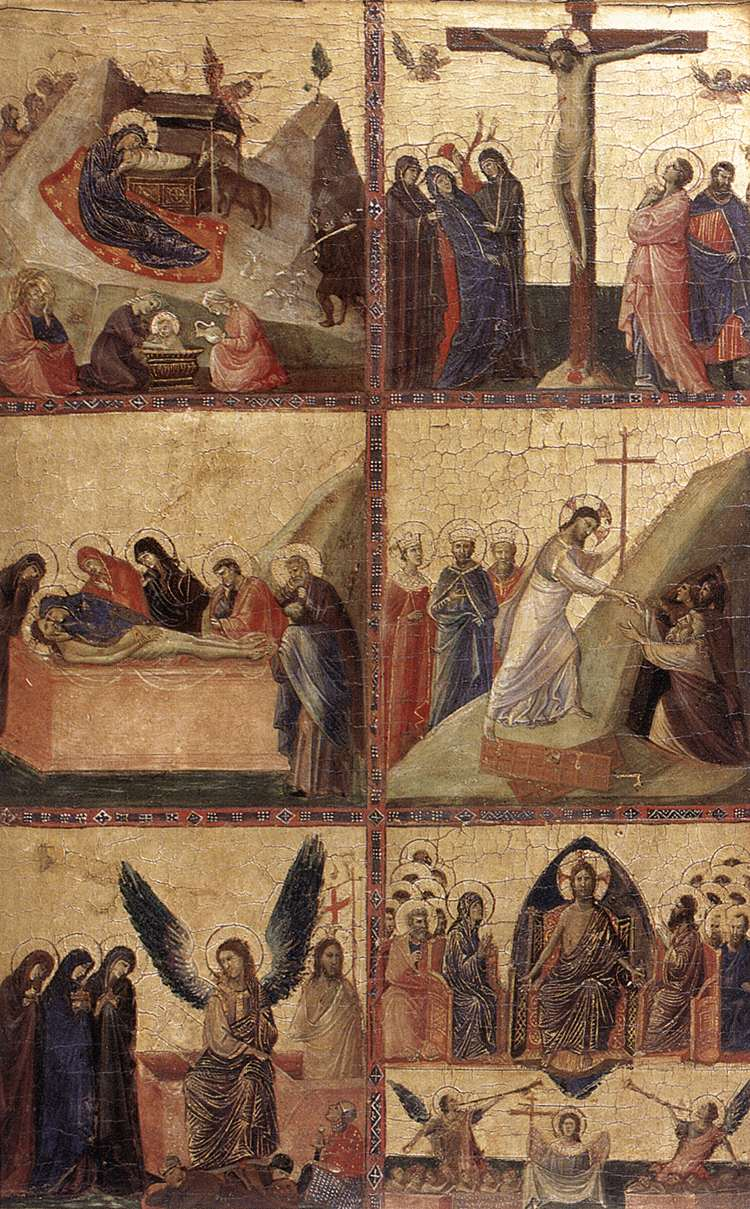
Джовані да Ріміні, "Історії з життя Христа, (1305)
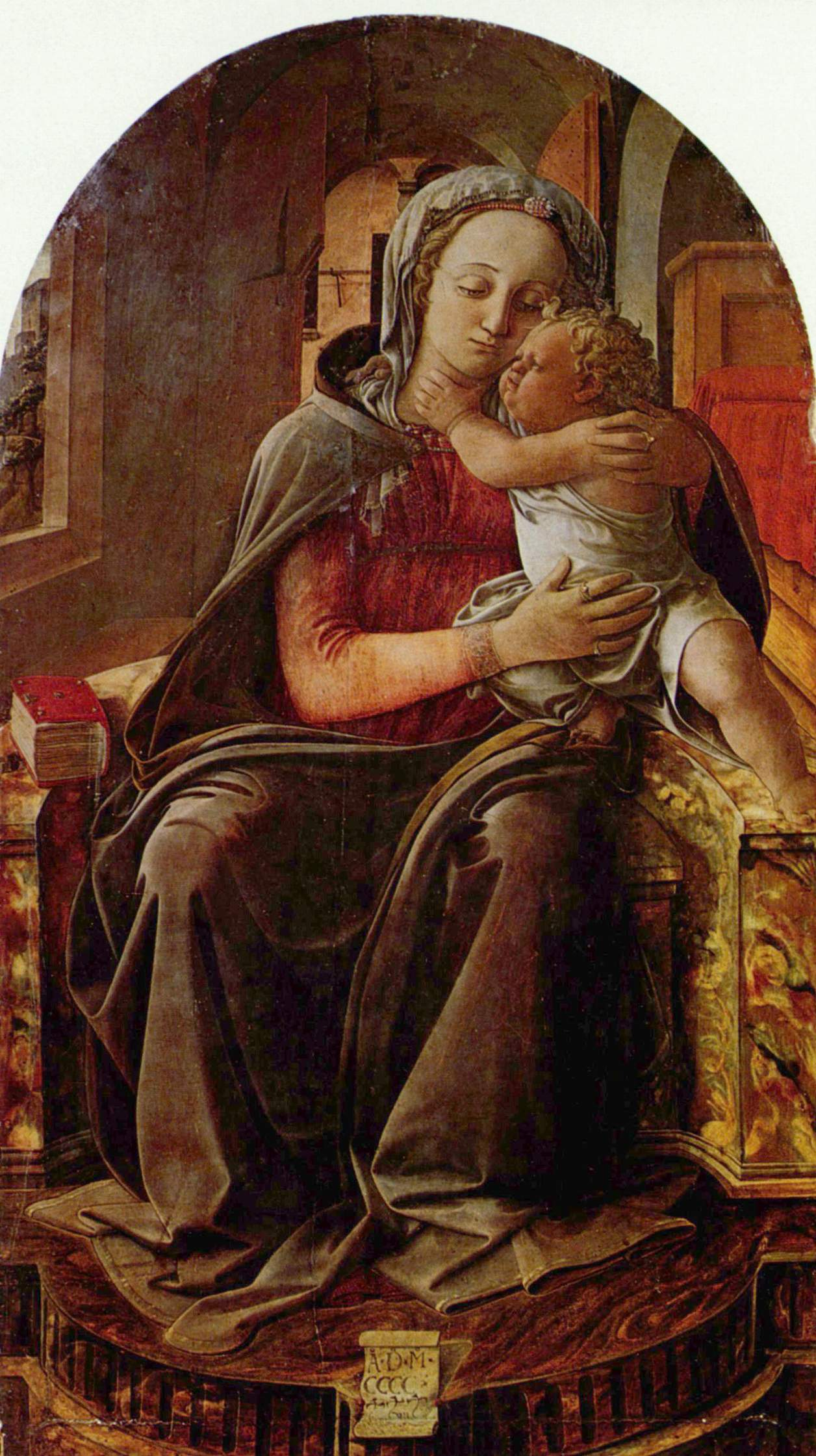
Філіппіно Ліппі, Богоматір з немовлям
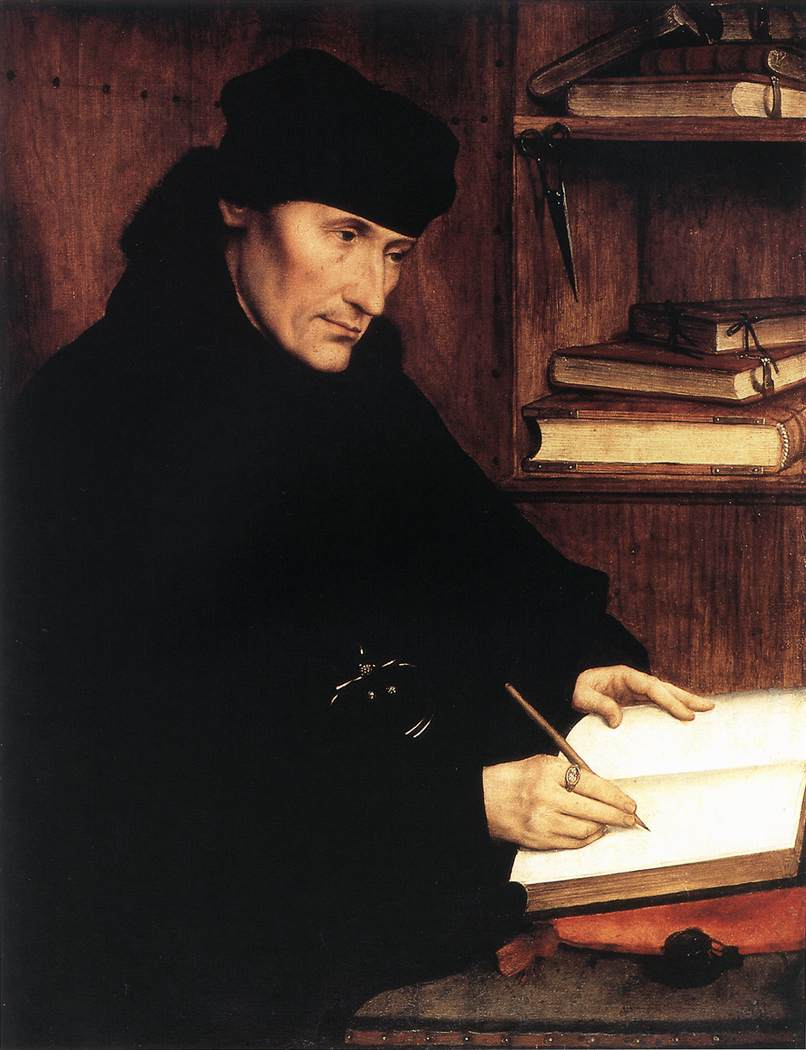
Квентін Массейс, портрет Еразма Роттердамського
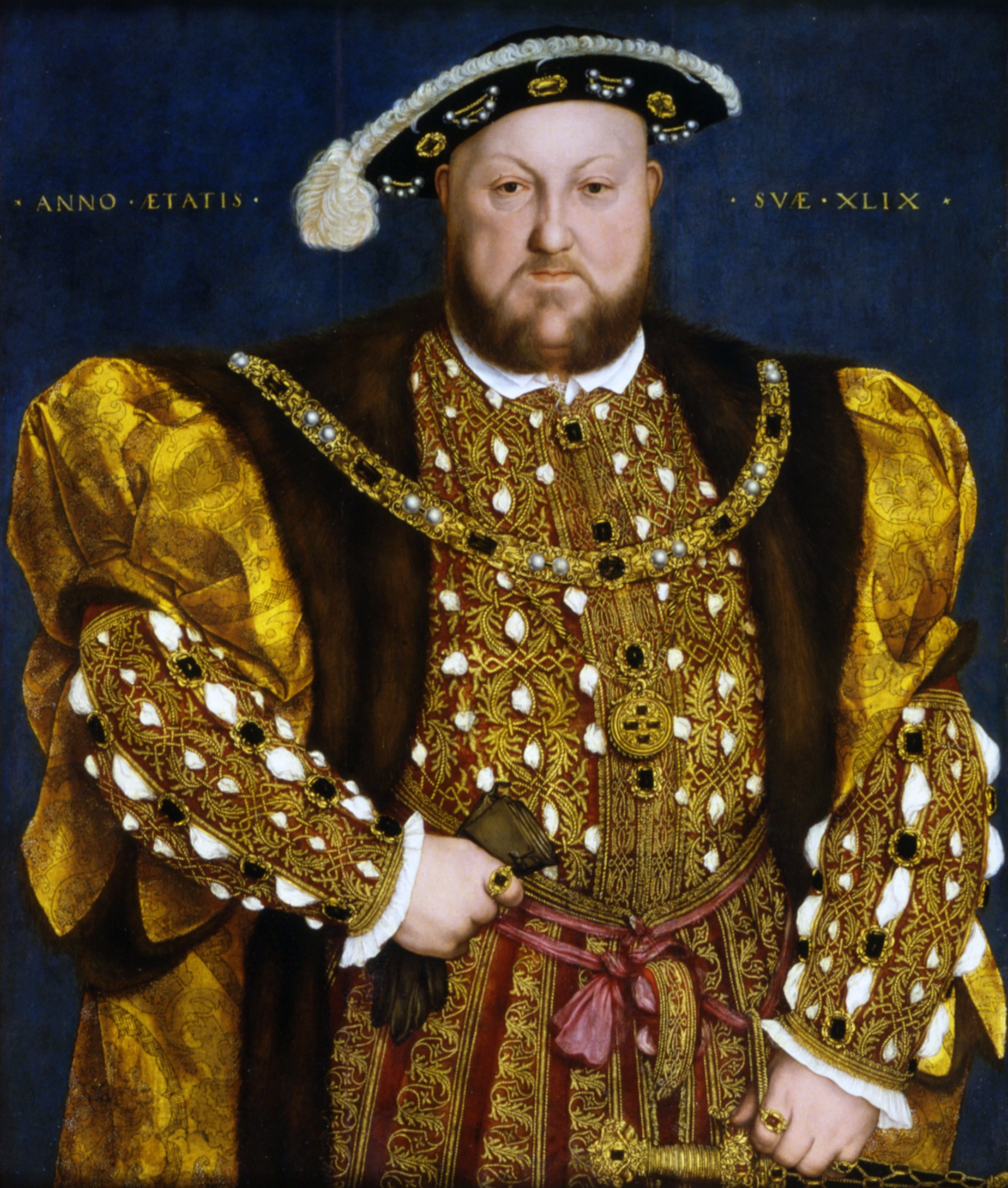
Ганс Гольбейн молодший, Портрет Генріха VIII Англійського
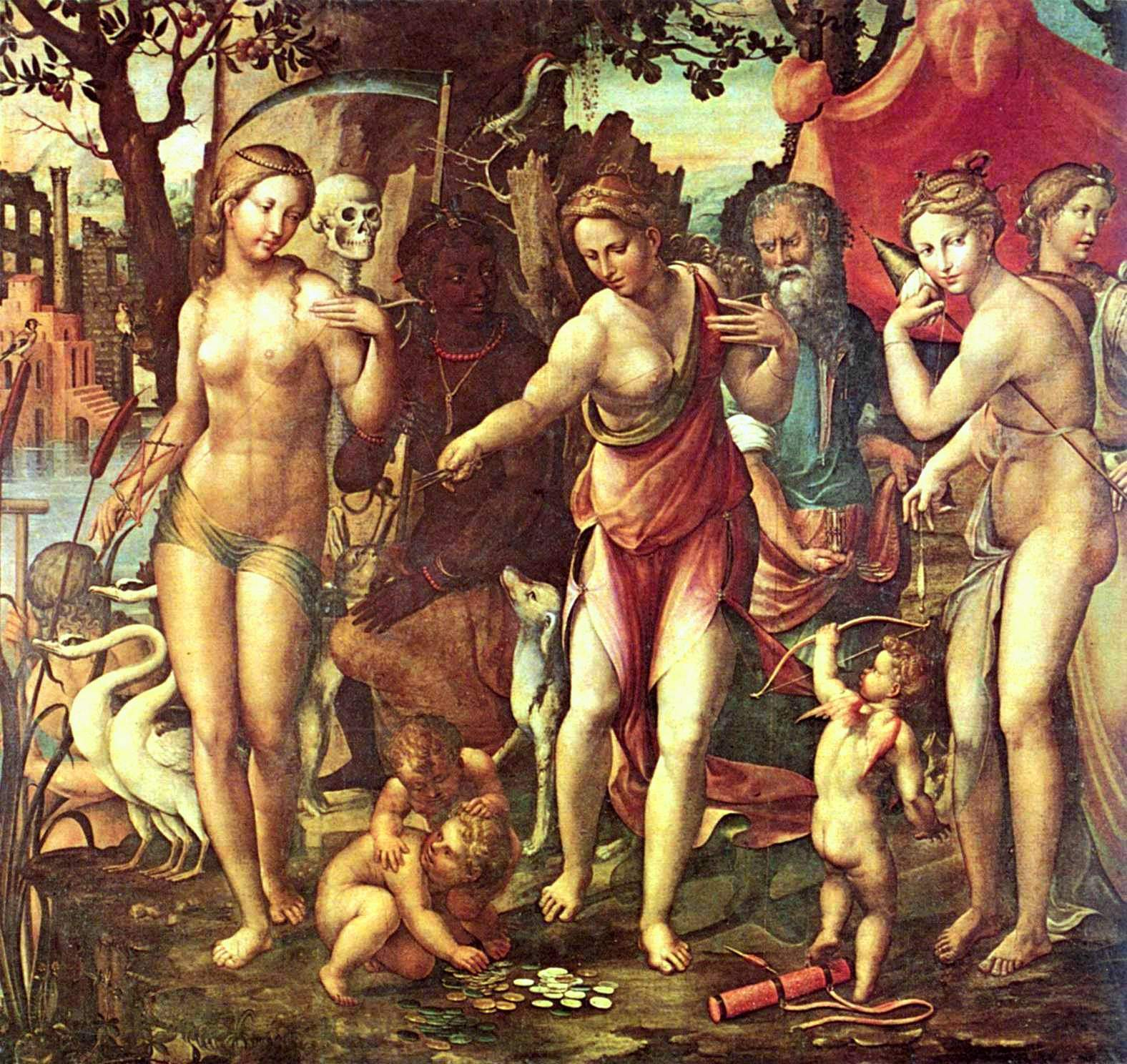
Джованні Антоніо Бацці (Содома), Мойри
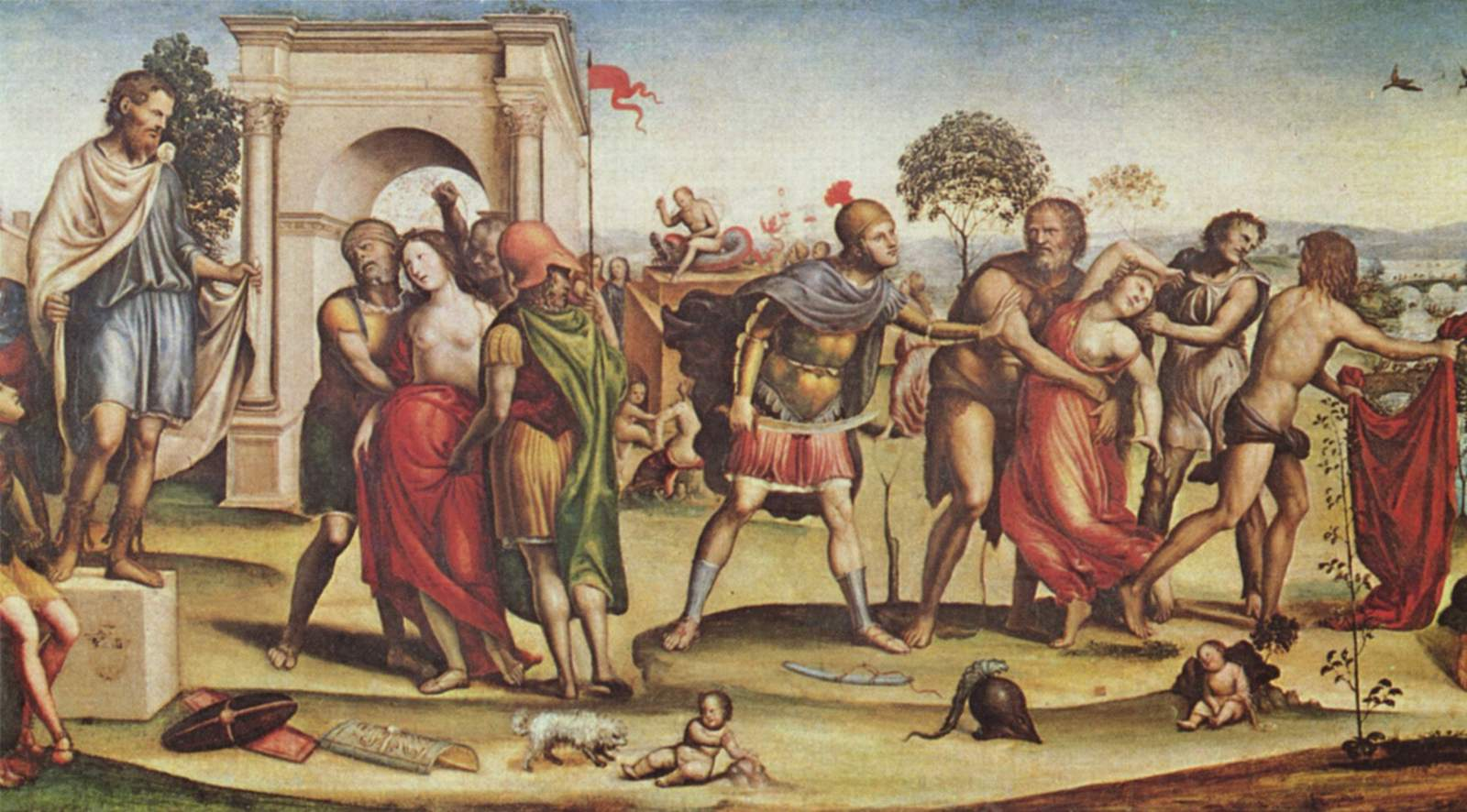
Джованні Антоніо Бацці (Содома), Викрадення Сабіна
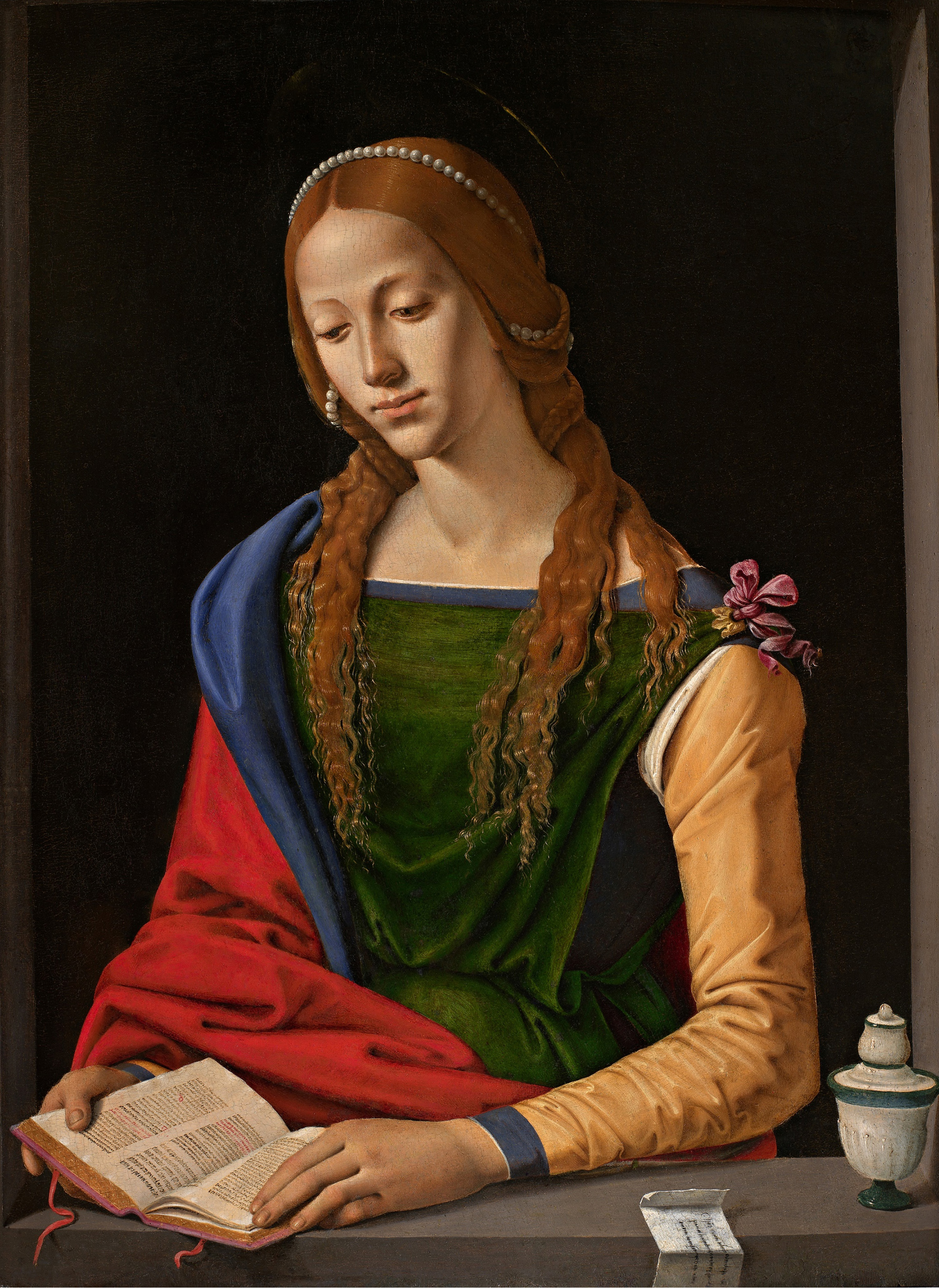
П'єро ді Козімо, Марія Магдалина читає
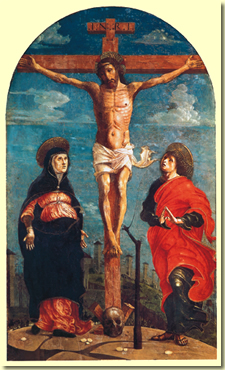
Бернардіно Бутіноне, Розп'яття на хресті
Андреа Соларіо, Дама з мандоліною
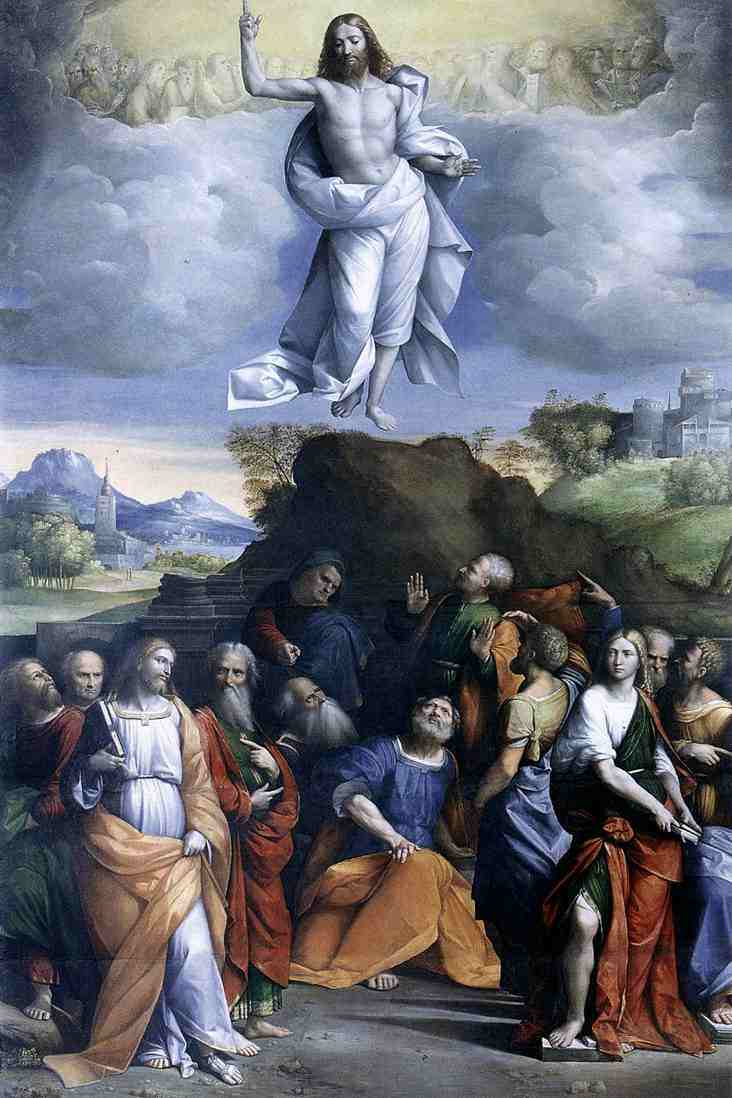
Гарофало, Преображення
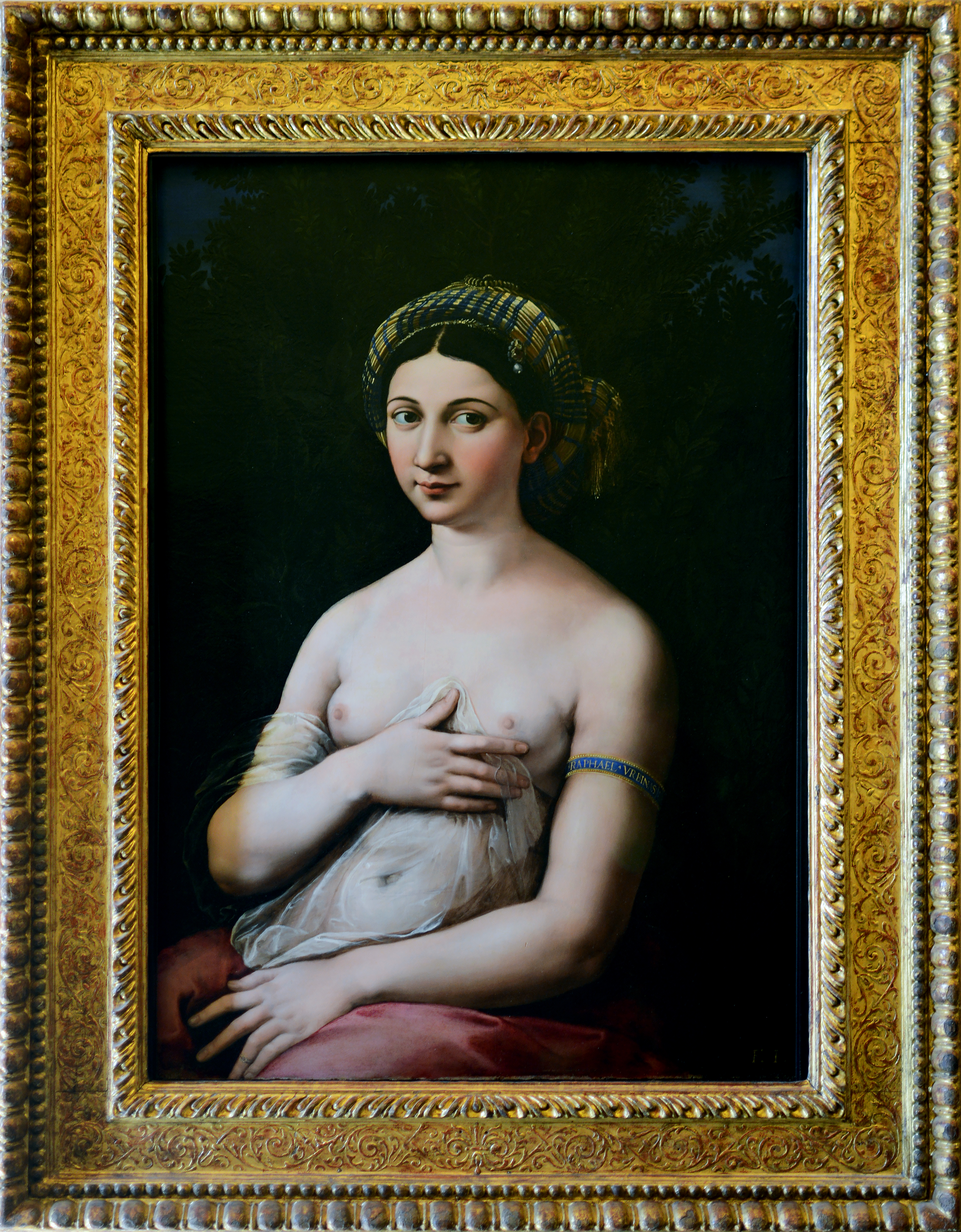
Рафаель Санті, Форнаріна
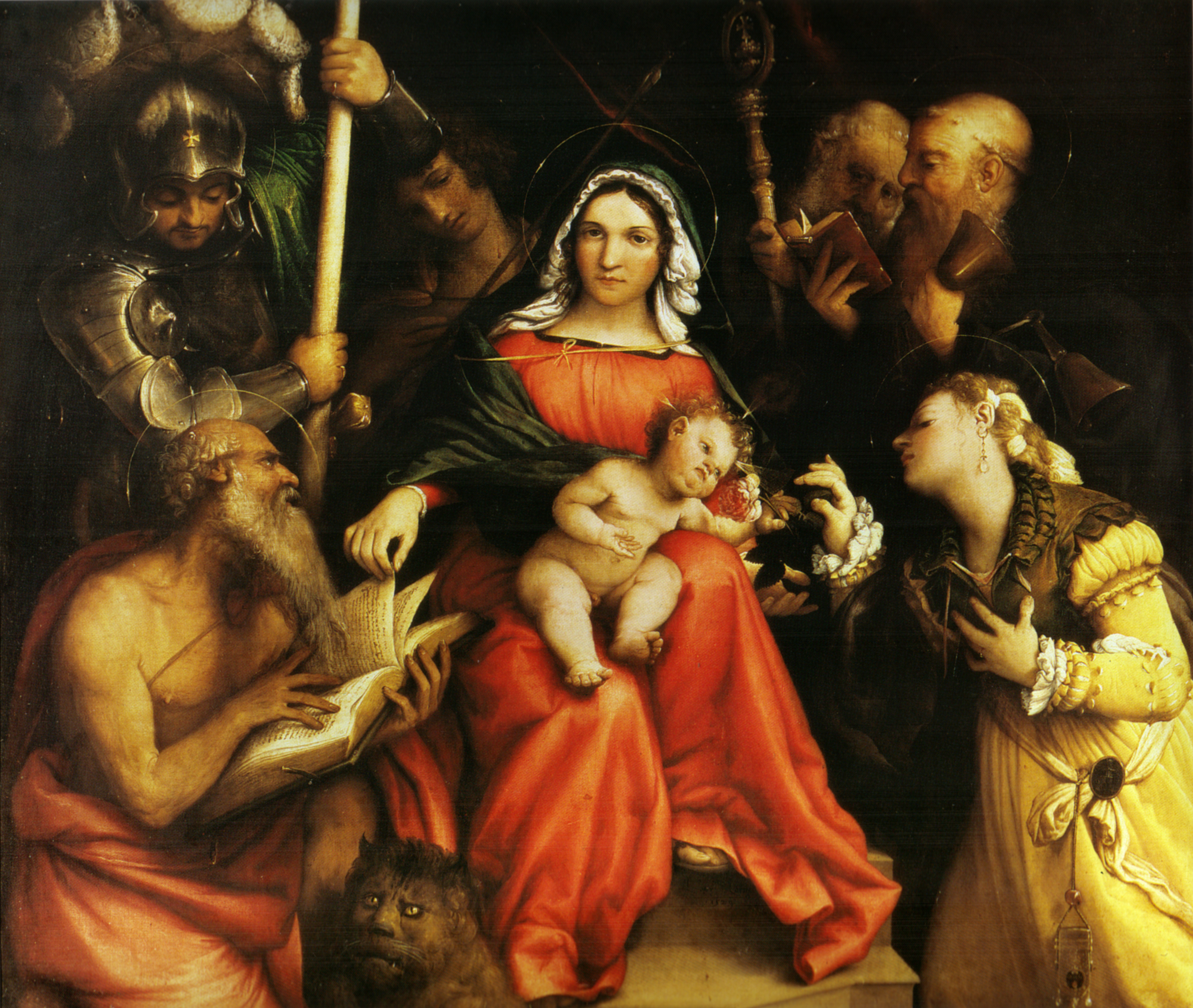
Лоренцо Лотто, Богоматір з Немовлям серед святих
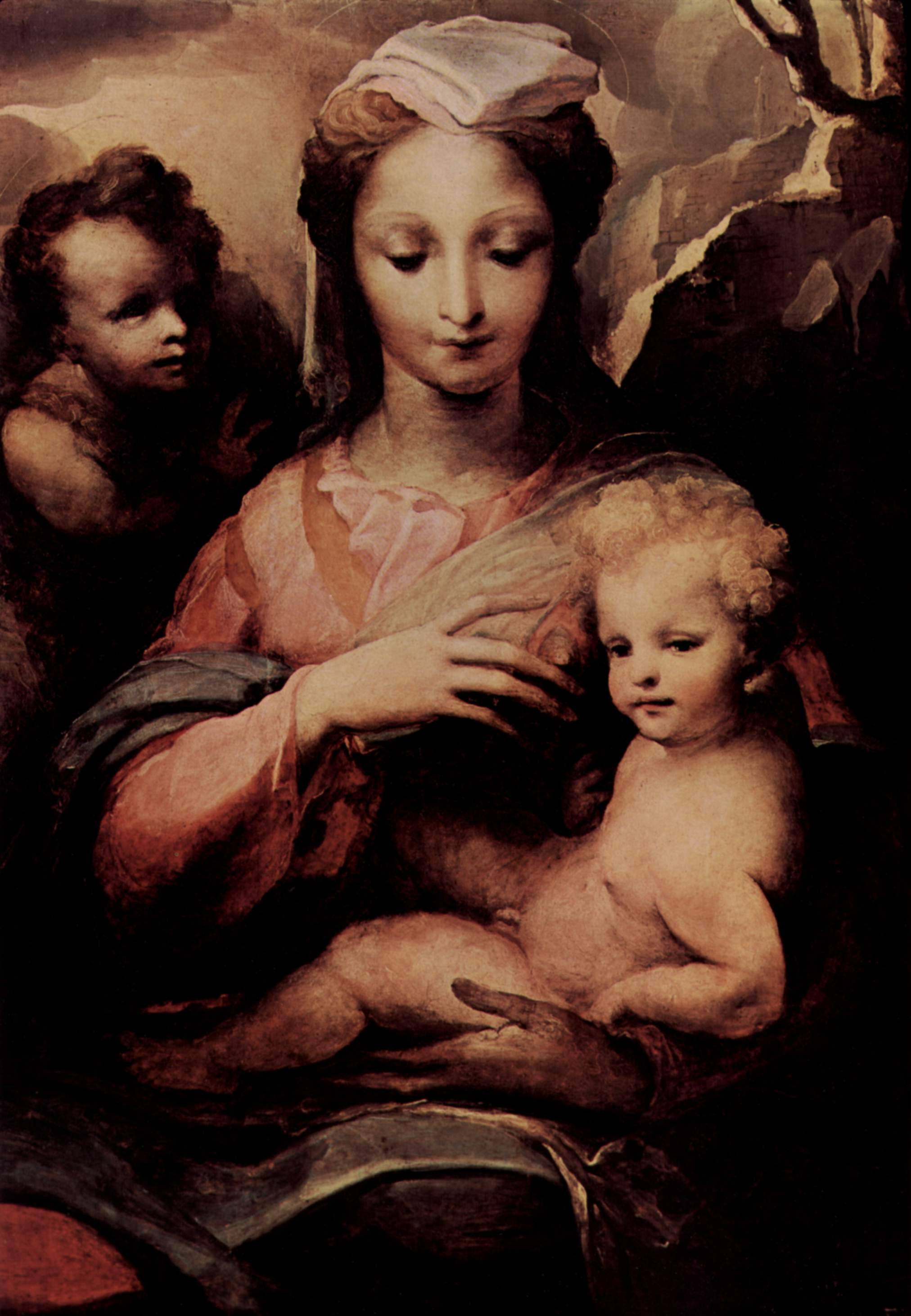
Доменіко Беккафумі, Богоматір з Немовлям
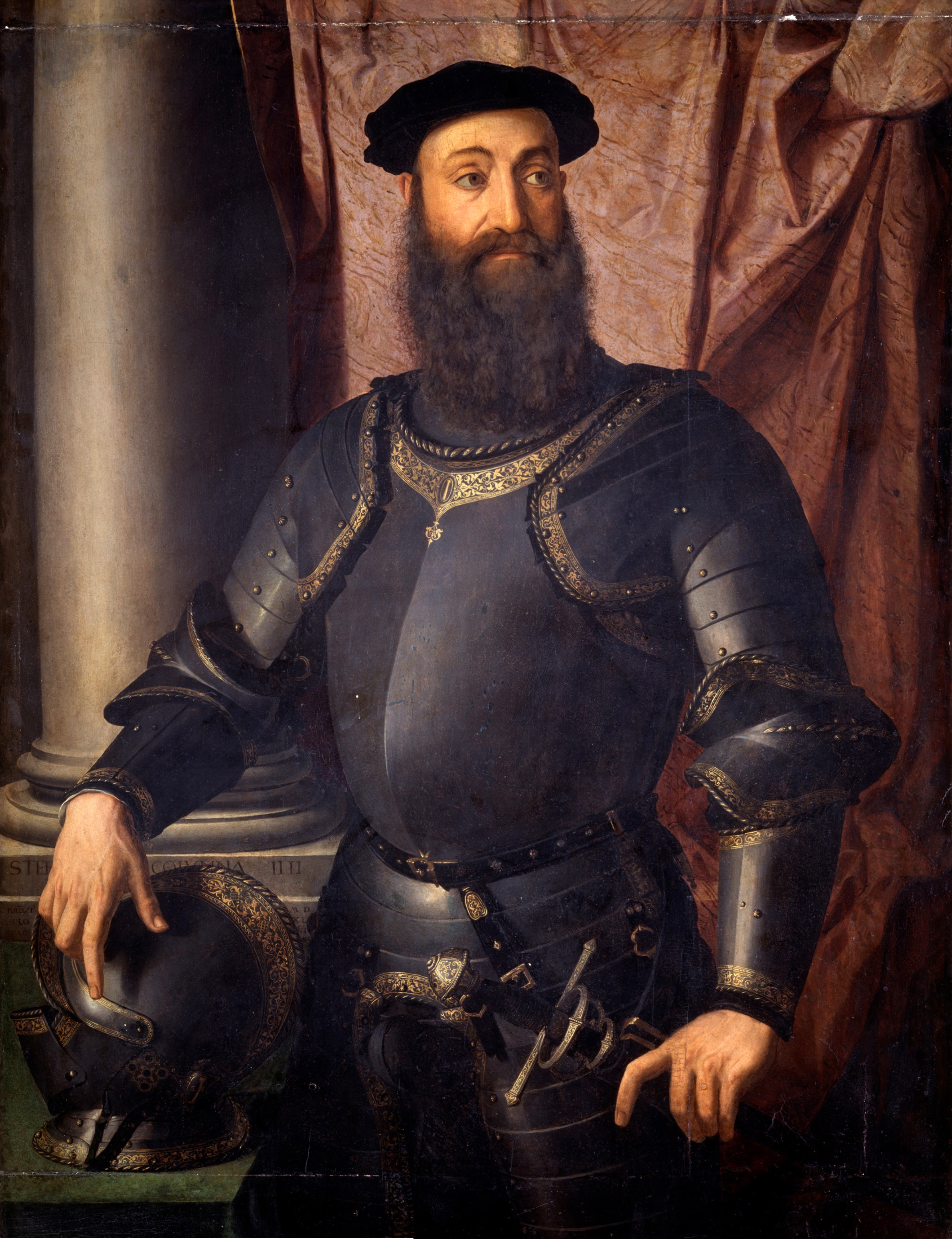
Аньйоло Бронзіно, портрет Стефано Колонна
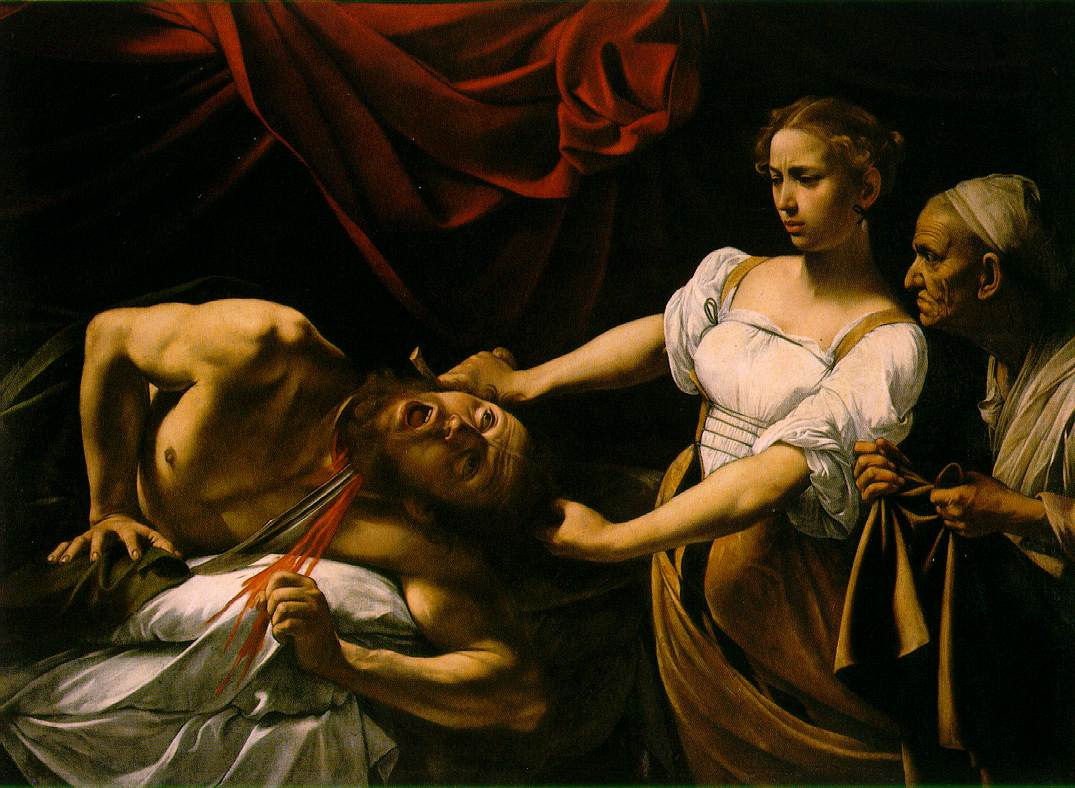
Караваджо, Юдита й Олоферн
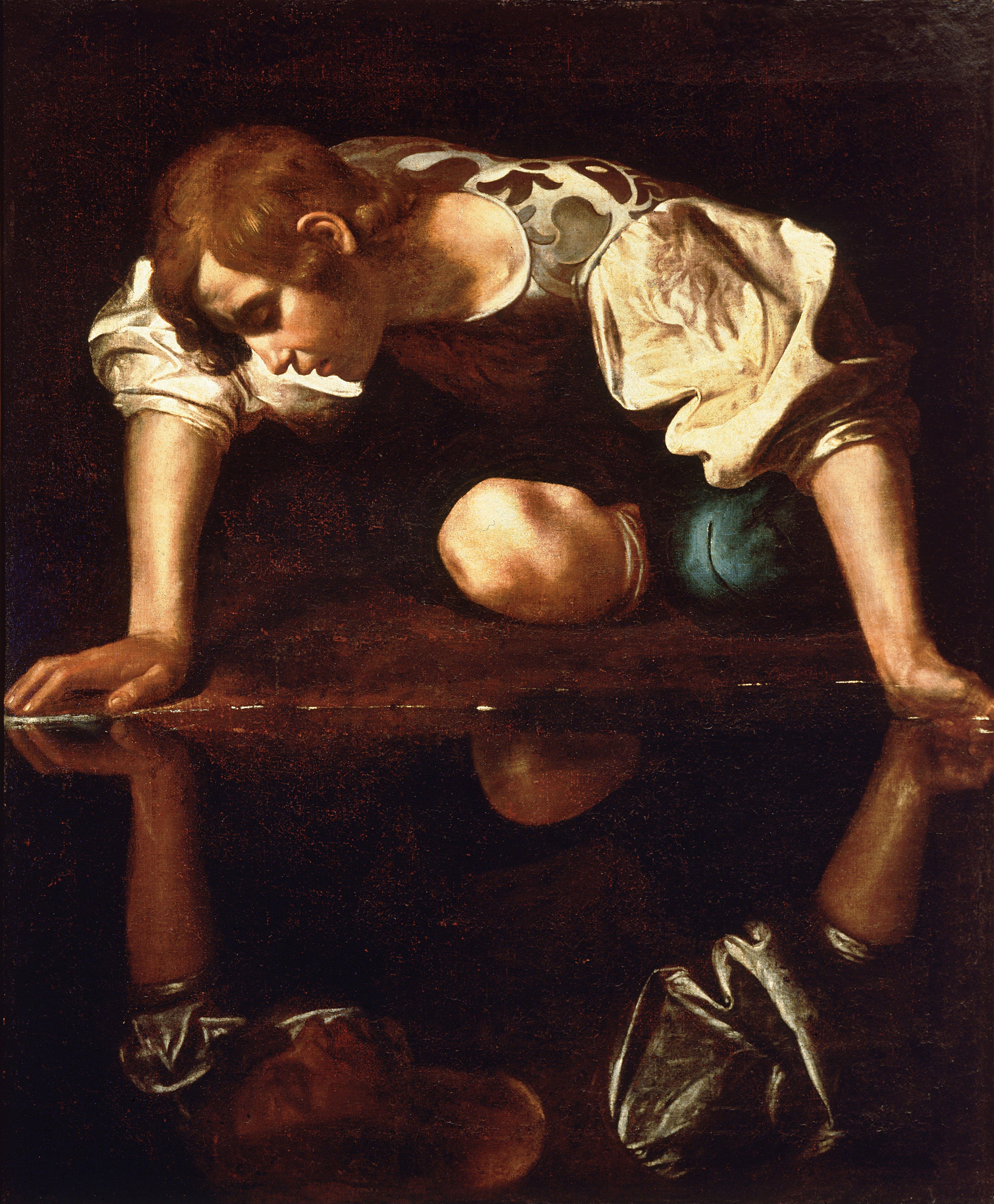
Караваджо, Нарцис
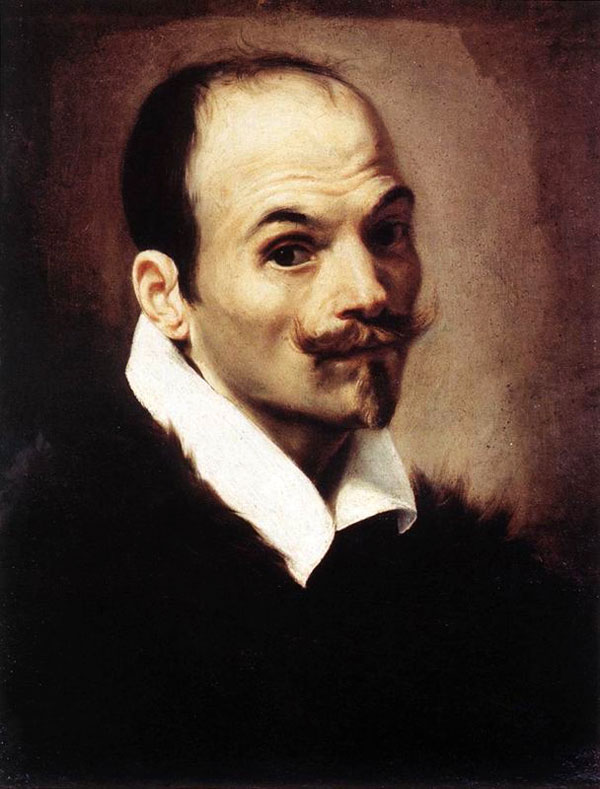
Ораціо Борджанні, Автопортрет (1615)
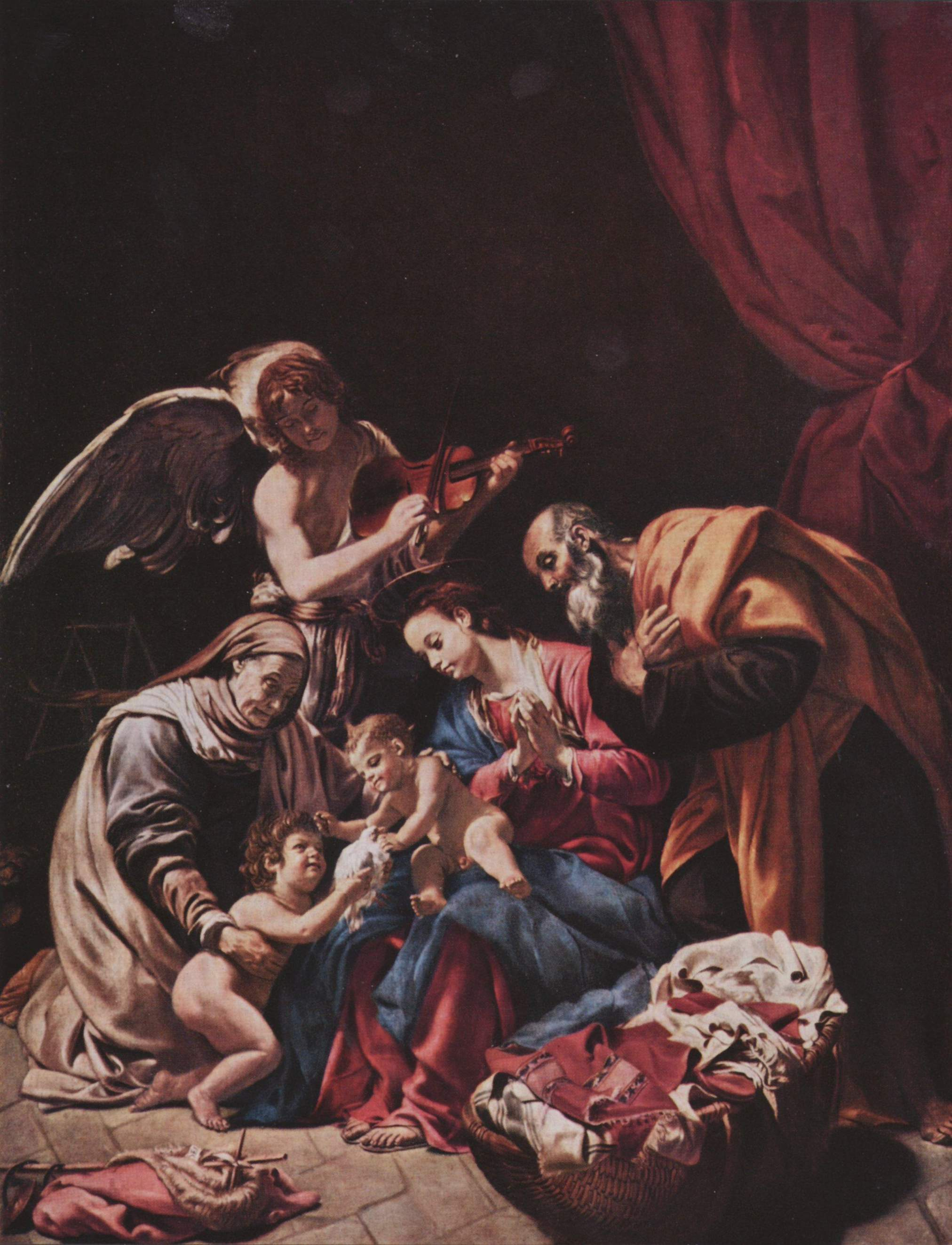
Ораціо Борджанні, Святе сімейство
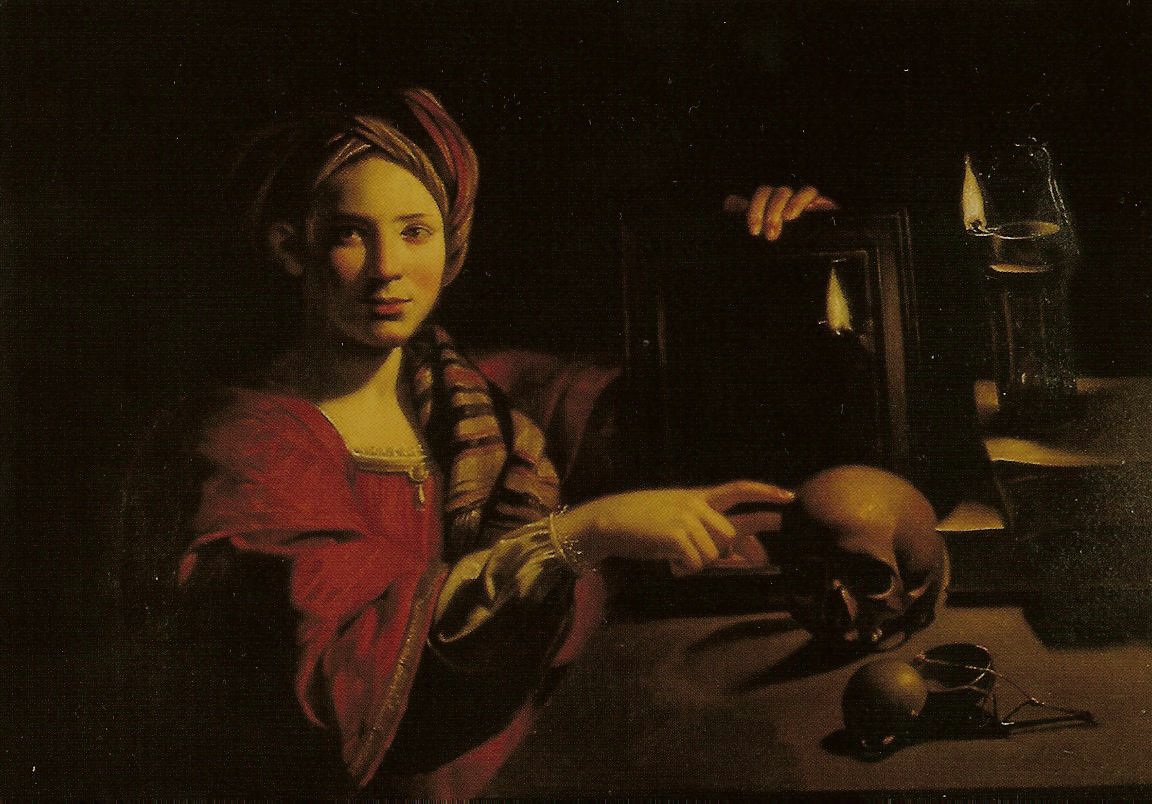
Анонімний художник, Алегорія марнославства
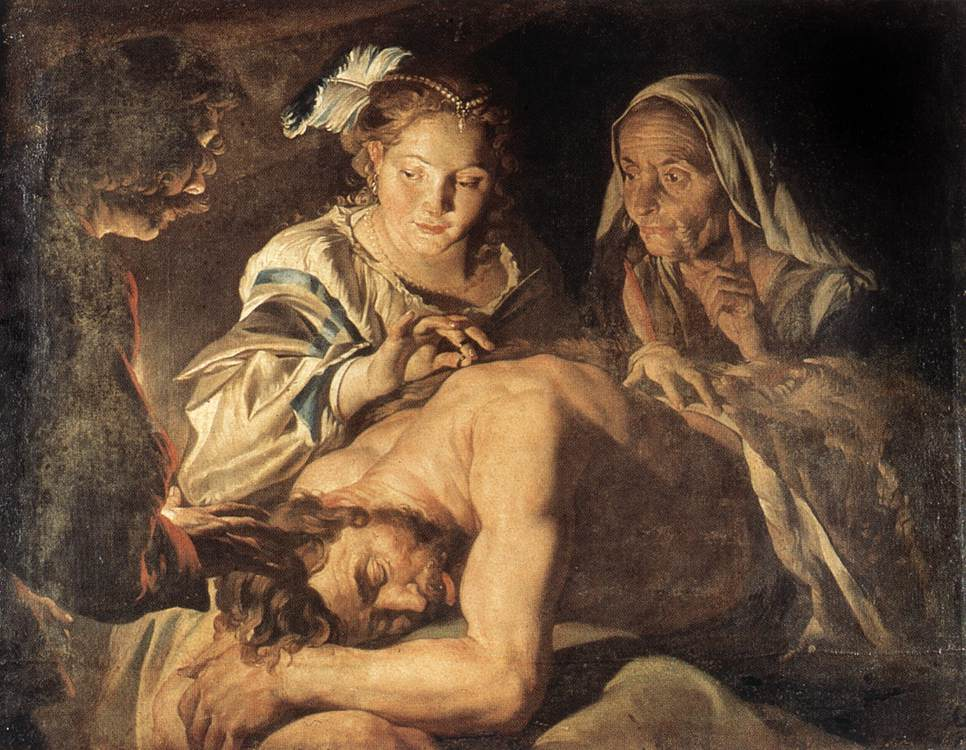
Матіас Стомер, Самсон та Даліла
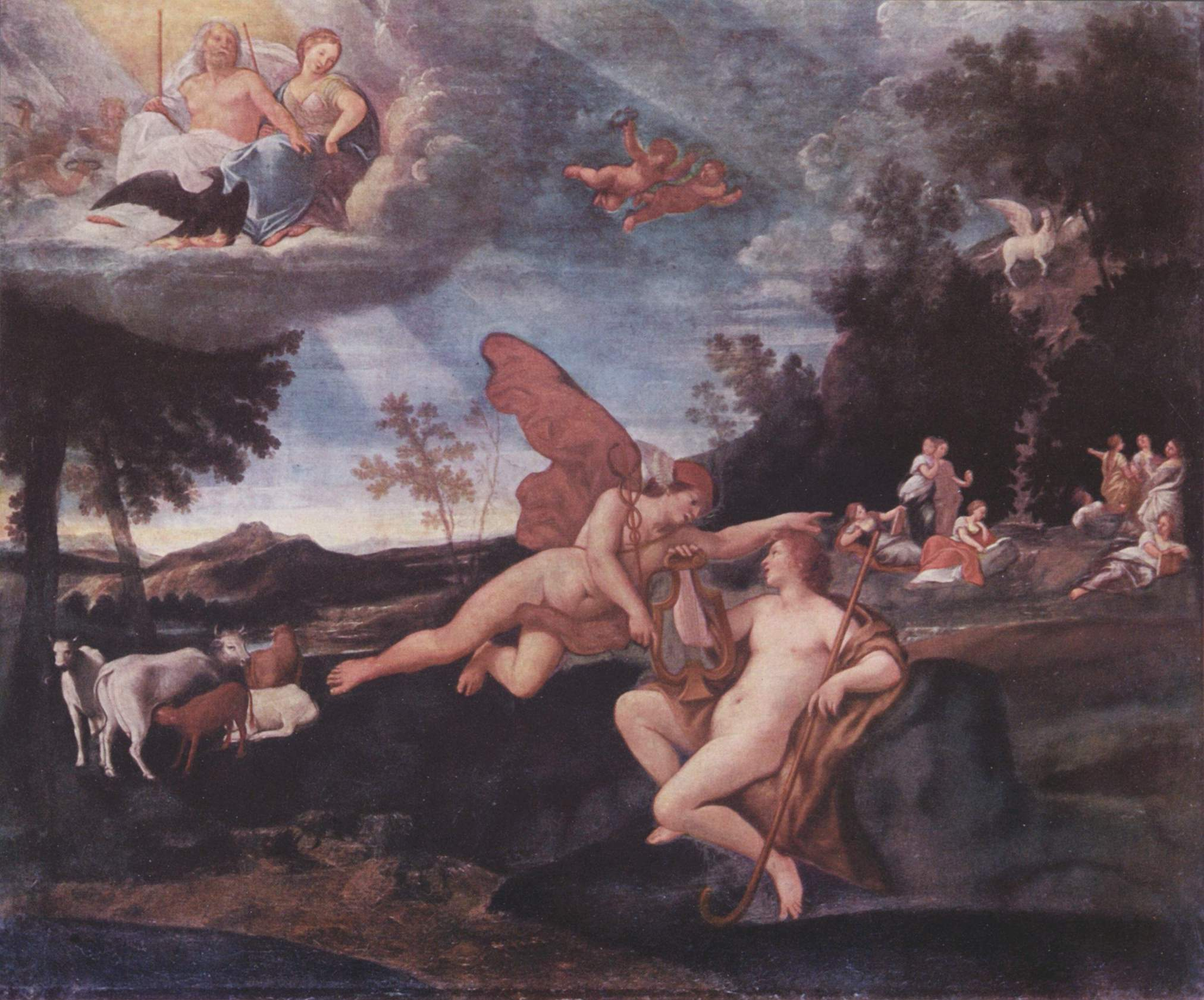
Франческо Альбані, Меркурій і Аполлон (1624)
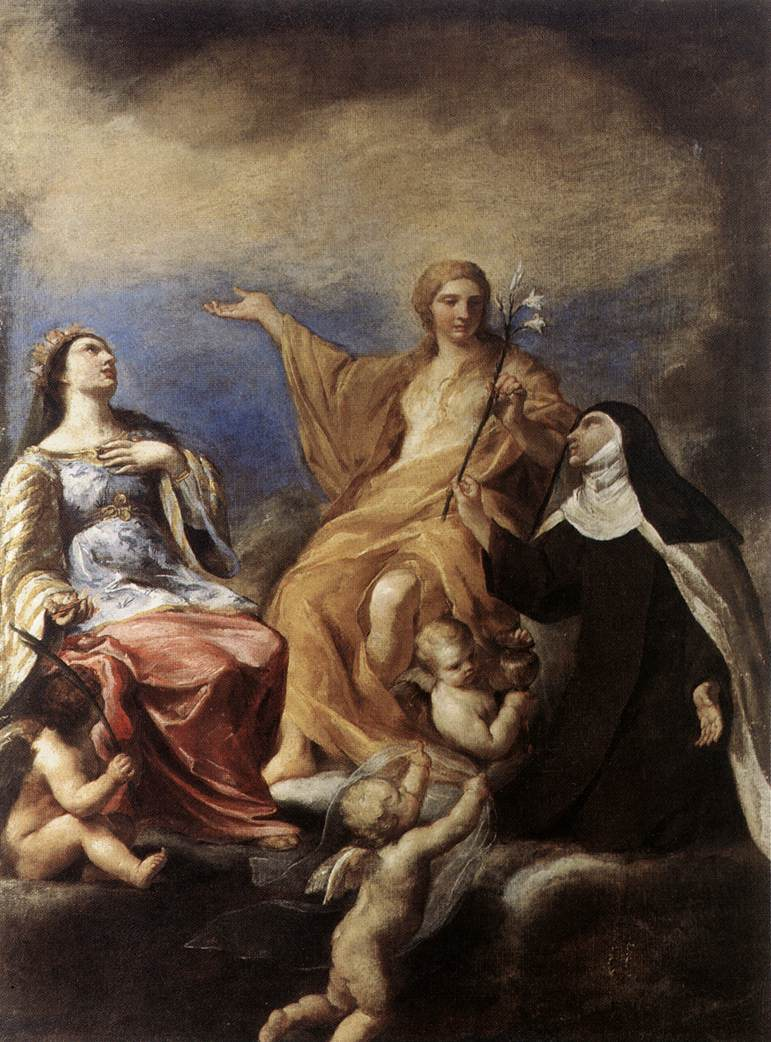
Андреа Саккі, Три Магдалини (1634)
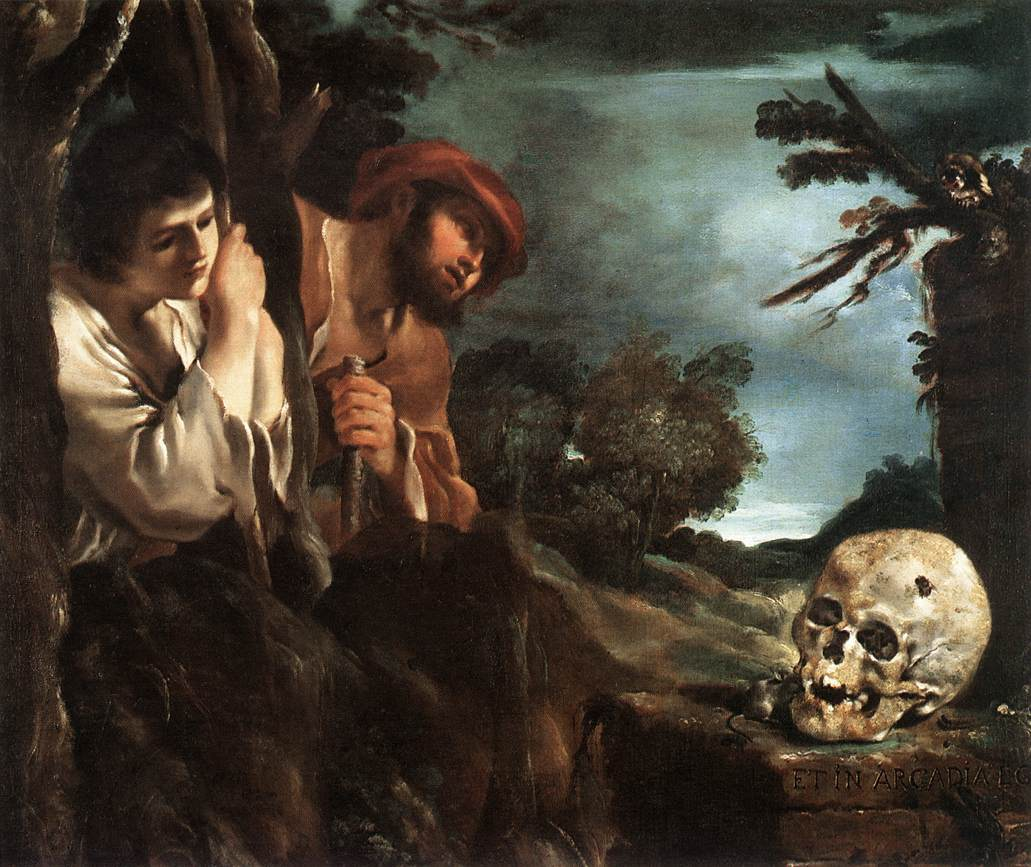
Гверчіно, І я теж жив в Аркадії
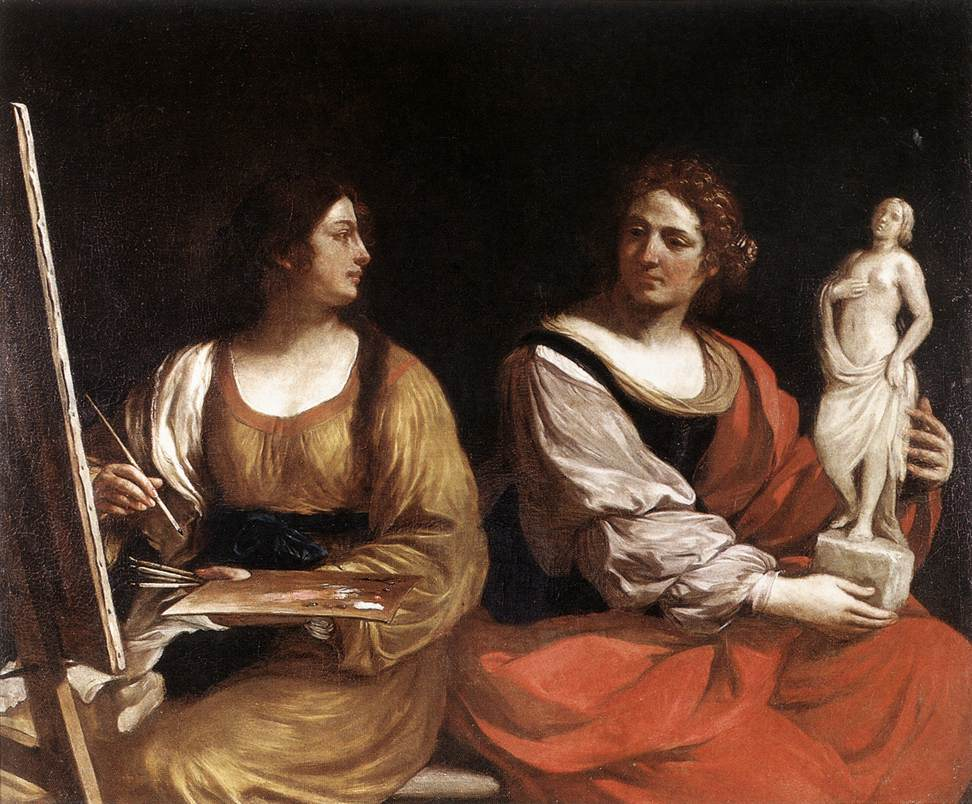
Гверчіно, Алегорія живопису і скульптури
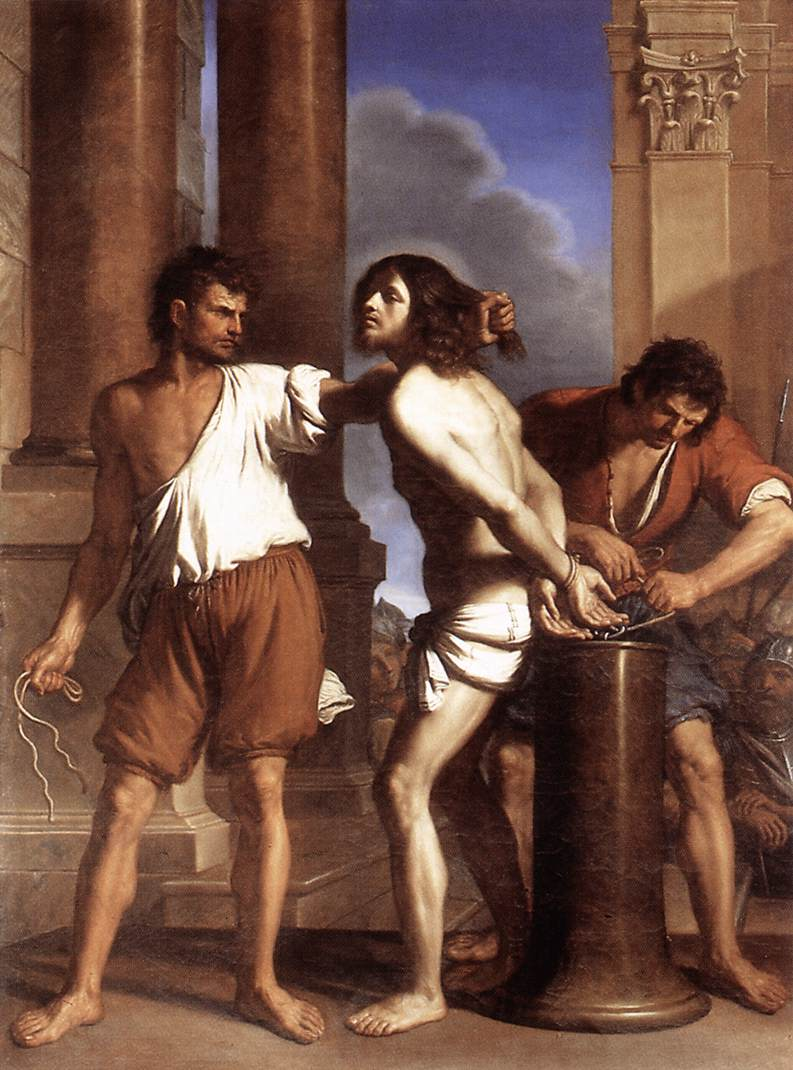
Гверчіно, Бичування Христа
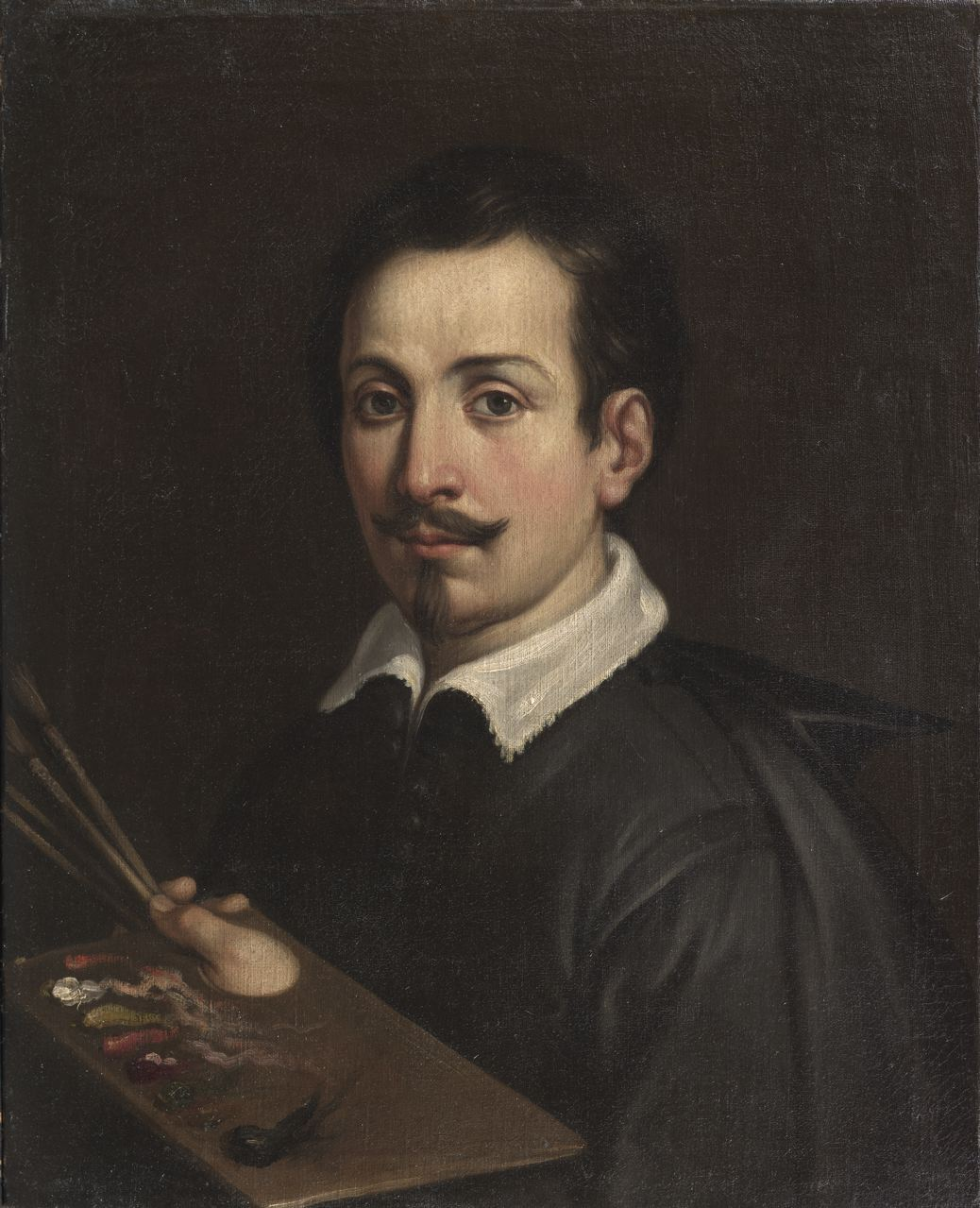
Гвідо Рені, Автопортрет в молодості
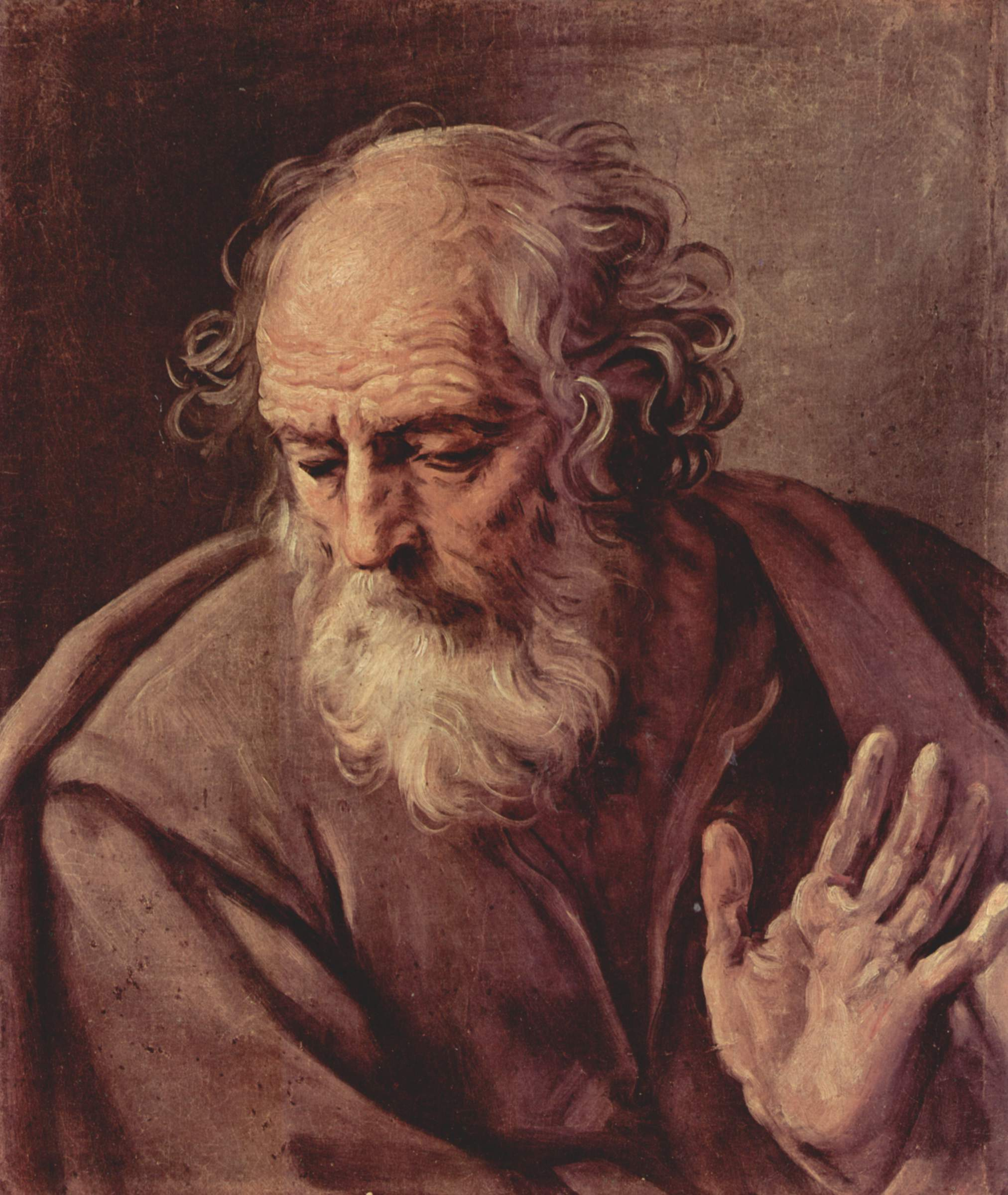
Гвідо Рені, Святий Йосип
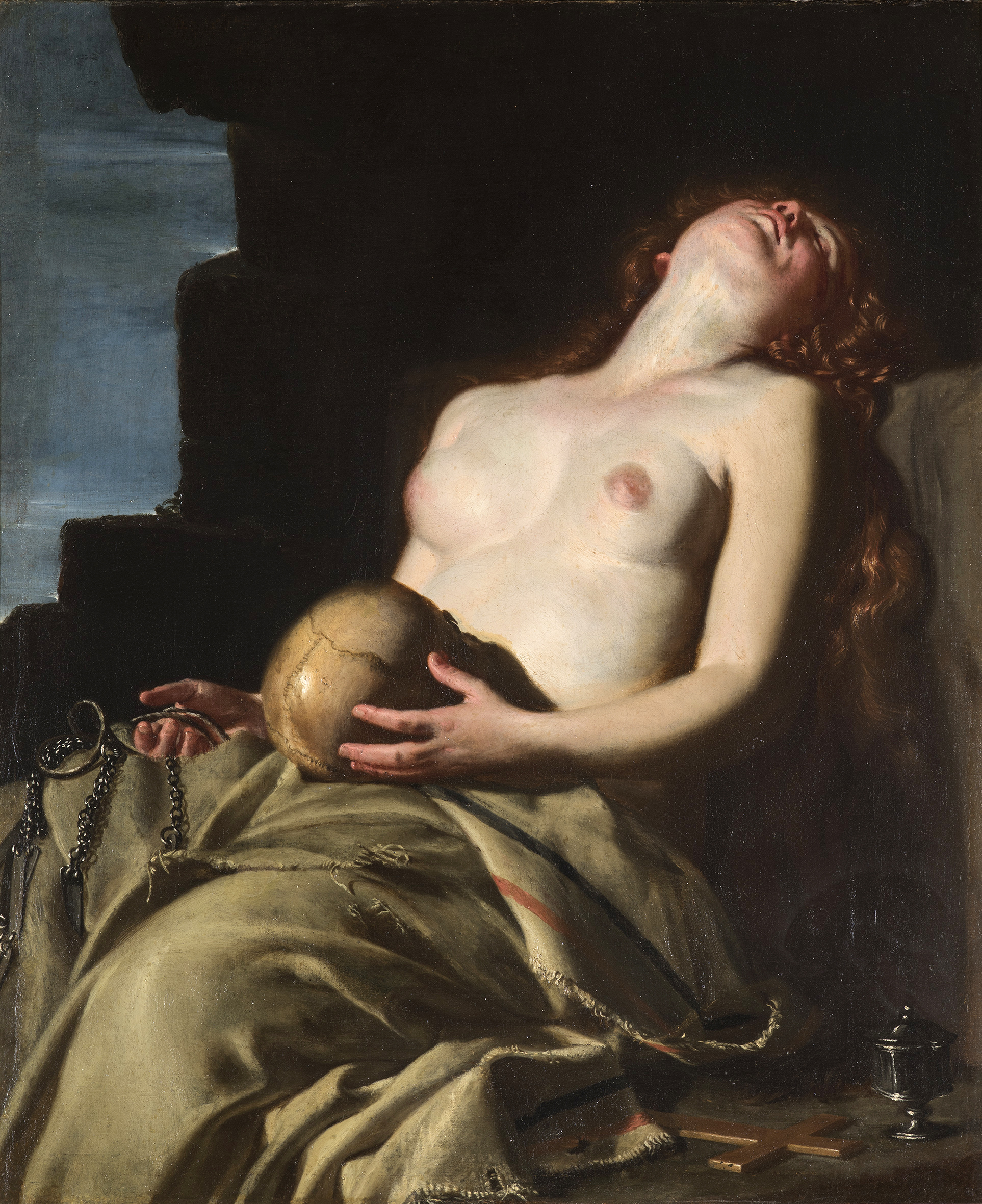
Гвідо Каньяччі, Магдалина непритомна
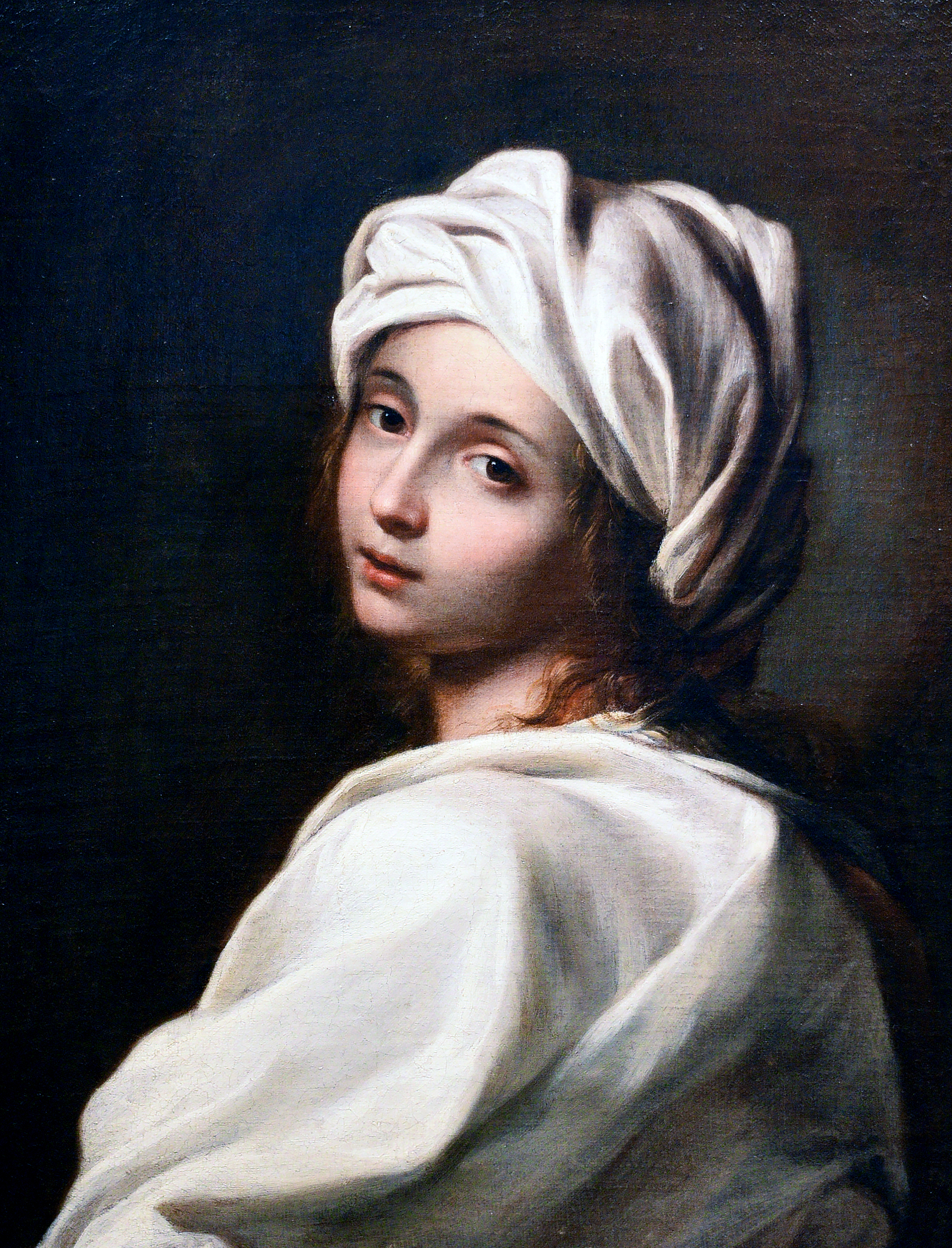
Імовірно намальована Гвідо Рені, Портрет Беатріче Ченчі
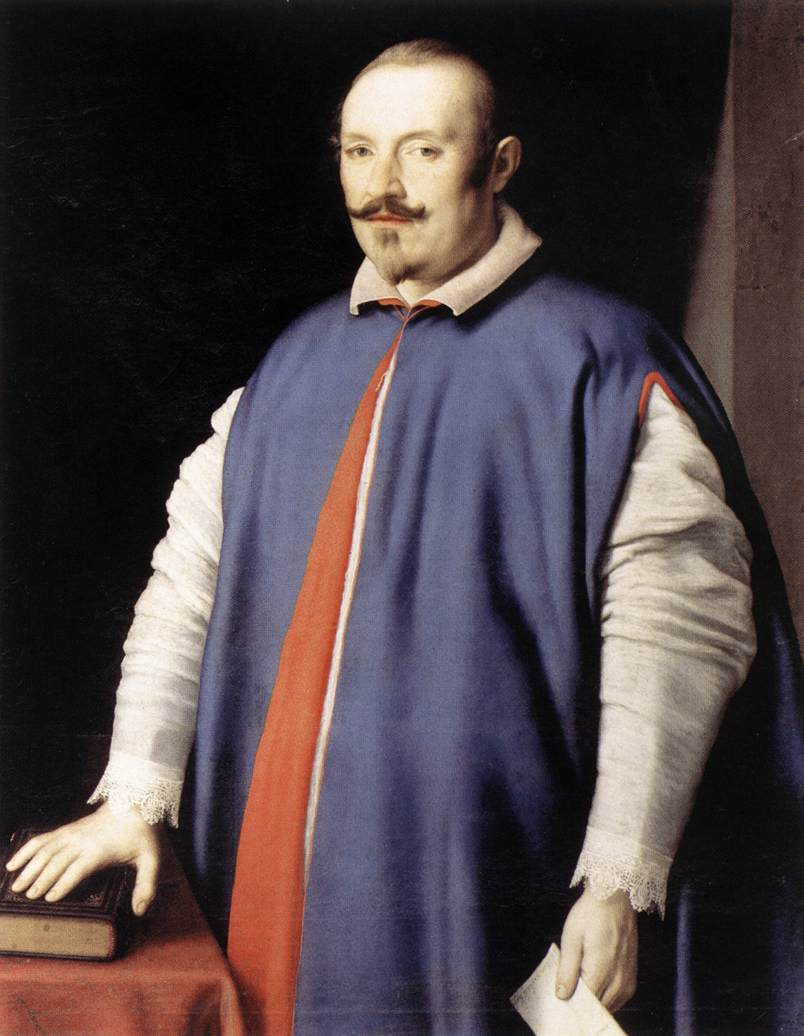
Джованні Батіста Сальві, Портрет Оттавіано Праті (1650)